# ラストイニング
『ラストイニング―私立彩珠学院高校野球部の逆襲』（ラストイニング しりつさいたまがくいんこうこうやきゅうぶのぎゃくしゅう）は、原作：神尾龍、監修：加藤潔、作画：中原裕による日本の野球漫画。『ビッグコミックスピリッツ』（小学館）にて2004年から2014年にかけて連載された。2010年、第1回サムライジャパン野球文学賞ベストナイン受賞作品。

## 概要
主人公を監督にすることにより、試合だけでない高校野球の裏側を描いた作品。練習方法等も多く描画されかつ練り込まれているのが特徴で、実力の土台固めなどを軽視せず野球に対して理論的な姿勢で挑んでいる。
作画の中原裕は、努力と根性があれば何とかなるというありがちなスポ根にはしたくなかった、格上のチームに勝つには土台となるだけの実力と、相手を分析しての作戦が不可欠だと思うと語っている。

## あらすじ
インチキセールスマンとして生計を立てていた鳩ヶ谷圭輔。だが勤めていた会社が薬事法違反及び詐欺容疑で取り調べられ、その際に上司に責任を被せられて一人、留置所で勾留される。その頃、夏の甲子園予選で彩珠学院高校が初戦敗退という結果で短い夏を終える。同校は36年前の甲子園で初出場初優勝し、過去には名門と呼ばれていたが、その野球部も今では弱小と化し、学校経営も悪化の一途を辿っていた。
彩珠学院の経営監査を任せられている美里ゆり子は、広大な野球専用グラウンドなどその原因となった野球部を不良債権として取り潰すことを主張する。だが校長であり、かつての全国制覇チームの主将でもあった狭山滋明は理事長に掛け合い「来年の夏までに甲子園に出場」できれば野球部の存続を認める約束を取り付ける。そしてそのために狭山が目を付けたのが、13年前彩学のキャプテンだった鳩ヶ谷だった。鳩ヶ谷は13年前の甲子園県大会予選準々決勝にて、「大切なのは勝ち負けよりも高校生らしいひたむきさ」を持論とする審判・鶴ヶ島の押し出しの判定に激高して全力で殴りつけてしまった過去があった。
その鳩ヶ谷に対し狭山は野球部の監督を依頼する。職を失い、恋人にも有り金全てを持ち逃げされ、すべてを失った鳩ヶ谷は監督を引き受ける。さっそく鳩ヶ谷は彩学ナインをD・C・M（イヌ・ネコ・サル）の3タイプに分類し、独特の指導を始める。Dは「ドッグ」、従順で良く云う事を聴くが集団性を重んじる。Cは「キャット」、気紛れで個人主義だが能力は高い。Mは「モンキー」、思慮深く表も裏も思考が回る、といった具合である。
鳩ヶ谷は偶然見かけた草野球で特大のホームランを打った元高校球児の大宮剛士（旧姓・児島）を養子縁組・転入させて野球部に加え、なおかつ留学生枠を利用してスティーブ・ストローターを控え投手として育てることを決める。鳩ヶ谷の指導によって生まれ変わった彩学野球部は、春の県大会でベスト16入りして夏のシード権を獲得する。そしていよいよ夏の大会が迫ったとき、エース・日高直哉が控え投手のスティーブと正捕手の八潮創太が練習している様子を見て嫉妬し、独自にフォークボールの練習をして右肘関節に炎症を起こし、初戦に間に合わなくなってしまう。そして初戦・2回戦のさいたま新都心高校戦は苦肉の策としてスティーブの先発となってしまうが、5回裏に打線が爆発しサヨナラコールド勝ちする。
3回戦の名門・春日野大栄高校戦では、エース日高が復帰し剛士がホームランを打つなどで3対1で快勝する。4回戦の瑞雲高校戦では剛士が大栄戦のホームランのイメージを引きずってしまい遅い球に合わずにスランプに陥り、予想外の苦戦となってしまうが2対1で勝利。5回戦埼玉栄冠高校戦では相手の得意戦略のスクイズを読んで完璧に防ぎ2対0で完封勝利。準々決勝の武蔵体育大学付属高校戦では速球に強い打線であること、エース日高を休ませる意図もあって軟投派スティーブを先発させるが、打撃戦となり辛くも10対9で勝利する。準決勝の安政大付属高校戦では相手エース・新谷を攻略し4対1で勝利する。そしていよいよ甲子園をかけた夏の埼玉地区予選決勝、相手は優勝候補筆頭・春の選抜甲子園ベスト8の聖母学苑。超高校級投手・明石慎之介に苦戦し延長戦に突入するも、日高が自己最速の148km/hを記録するなど延長10回の死闘を制し夏の甲子園出場を決める。甲子園出場を決め、野球部は救われたかと思われた矢先、学校の売却先が部活動を全て廃止していることが明らかとなる。祝勝会で甲子園で勝ち進んで学校の名が知れれば新たな経営母体が見つかると言われ、野球部だけでなく学校を救うため、彩学野球部は全国制覇を目指す。
甲子園初戦は地元・兵庫県代表・湊川商工。彩学は完全アウェーの雰囲気に飲まれることなく危なげなく勝利する。2回戦は大分県代表大豊高校。日高は自己最速の150km/hを記録し、剛士が左のエース・国東からホームランを打つなどで勝利する。3回戦は東東京代表・帝都大学第一高校。ここまでほとんどの試合1人で力投してきたエース日高が時限爆弾を抱えていることが明らかとなり、鳩ヶ谷は「チームの勝利か、日高の将来か」で頭を悩ませることになる。一方、帝大一高も優勝を見据えてエースを温存し、お互いに控え投手が先発となり打撃戦となるが彩学は辛くも勝利する。準々決勝は香川県代表の興洋学園。エース佐野の投球術に翻弄されるが、9回裏相手のエラーから得たチャンスに日高がサヨナラタイムリーを放って勝利する。準決勝・地元の大阪府代表優勝候補・難波南洋高校と対戦し善戦するが、ドラフト1位が有力視されているエース藤村の前に6対4で敗れ、ベスト4に終わる。
甲子園終了後、彩学ナインの活躍によって学校法人購入の申し入れが相次ぎ、経営責任者の美里ゆり子の決断によって帝都大学付属彩珠学院高等部となる。鳩ヶ谷は痛い箇所を探られたくないマスコミ対策によって、学校法人が購入したブラジルの野球指導施設「SBA（サイガク・ベースボール・アカデミー）」に最高責任者として転身する。ブラジルで高校野球ライターの蕨耕一から「実は鳩ヶ谷監督とお話がしたいと、今は落ちぶれた元名門校からの申し出が来ている」と言われ、鳩ヶ谷は空に向かって「ゴキゲンだわ…」とつぶやくところで話は終わる。

## 主な登場人物
登場人物の苗字はほとんど地名が元ネタ。

### 私立彩珠学院高校
36年前、甲子園大会に初出場で初優勝をしたという偉業を成し遂げた経歴のある学校。だが近年は毎回予選も初戦敗退という程落ちぶれてしまっていた。略称は「彩学（サイガク）」。名前の由来は、埼玉県のキャッチフレーズ『彩の国』。登場人物の名字は埼玉県にある市町村にちなんだものになっている。
選手の実力は大宮と日高以外大したことはないが、鳩ヶ谷の手腕により選手が考えて行動している。
後述の鳩ヶ谷圭輔が監督に着任してからの公式試合最高戦績は夏の甲子園本戦ベスト4で、惜しくも36年前の再来とまでは至らなかった。
甲子園終了後、彩学ナインの活躍によって学校法人購入の申し入れが相次ぎ、経営責任者の美里ゆり子の決断によって帝都大学付属彩珠学院高等部となる（経営母体として最良の大学を蹴ってまで帝都大学の付属校になったが、美里ゆり子は「どうせなら1部リーグに所属している学校の方が良い」とあえて帝都大学を選択した。ただ、これも後述となるが甲子園本戦ベスト16戦でサイガクは同じく帝都大学の帝大一高と対戦しており、この折に帝大一高の選手は帝都大学を「関東リーグ2部の弱小校」と称している）。
なお、当初の彩学は中高一貫校として高校からの進学が不可能であったが、これもゆり子の手によって「若干名のスポーツ優待生」を翌年から募集する事となった。曰く「野球部あっての彩学なんだから当然でしょ！」。

#### 野球部関係者
鳩ヶ谷 圭輔（はとがや けいすけ）
この物語の主人公。通称ポッポ。身長180cm。体重73kg。現役時代は捕手。
ルーズな服装とボサボサの長髪と無精髭がトレードマークだが正装するとそれなりにいい男。インチキセールスマンとして生計を立てていたが上司にハメられ一人警察に捕まってしまう。だがかつての恩師である狭山が金銭捻出と身元引受人を引き受けたことで、晴れて釈放された（その後不起訴処分となった）。その後、彩学の監督を引き受け、一見理解しがたい様な練習法や独自の野球理論、また規則の隙間を突いた補強手段などで彩学野球部を鍛え上げる。かつて、野球賭博のハンデ師である桃谷の弟子だった経歴がある。
紆余曲折はあったが一年間を共にした選手達からの信頼は厚く、狭山や毛呂山、蕨や美里等の野球部関係者からも今や彩学野球部は鳩ヶ谷抜きでは考えられないとまで思われている。座右の銘は「人生勝ち続けなければ意味がない」。喫煙者であり、吸ってる銘柄はラッキーストライク。ピンチや思考が行き詰まった時、途方に暮れた時に「ゴキゲンだぜ（だわ）」と呟く癖がある。
甲子園終了後、痛い箇所を探られたくないマスコミ対策によって、学校法人が購入したブラジルの野球指導施設「SBA（サイガク・ベースボール・アカデミー）」に最高責任者として転身する。
現役時代のポジションは捕手。好きな芸能人はオセロの白。名前の由来は鳩ヶ谷から。
毛呂山 豊（もろやま ゆたか）
鳩ヶ谷が来る以前の彩学監督。身長168cm。体重65kg。
状況の読みなどが浅く人情にも流されやすく、監督としては決して有能とは言い難い。鳩ヶ谷赴任後は部長として鳩ヶ谷を精力的にサポートする。律儀なほど素直な性格で非常に人が良く、感動的な話などを聞くとすぐに涙目になる。彩学野球部OBでキャプテンだった。高校3年生時の背番号は5だったが大会前の壮行会で階段を踏み外し足をけがしてしまい代打での出場。鳩ヶ谷の後輩に当たるが、学年が6年違うので在学中に面識は無い。座右の銘は「仲善き事は美しき哉」。好きな芸能人は特になし（本当は及川奈央）。名前の由来は毛呂山町から。

#### 部員
日高 直哉（ひだか なおや）
投手・一塁手。右投右打。3年。身長178cm。体重78kg。DCMのタイプ分けは唯一のネコ。
非常に我が強く、最初は左投げの練習をさせられるなどしたため、鳩ヶ谷を監督として認めず対立していた。だが指導を受けていく内に次第に監督として認め始め、「甲子園に行くにはポッポが必要」と感じる様になる。選手としては非常に優秀で名門の春日野大栄からスカウトされたこともあるが、セレクションで落とされてしまう。サークルチェンジやフォークボールを習得しようとするなど自分から努力することもあり、試合中にカットボールを体得するといった高いセンスの持ち主（ただしカットボールを使用した一試合以後、カットボールそのものを封印している模様。フォークボールは独自で勝手に練習を行っていた為、怪我の原因になった）。夏の甲子園二回戦の大豊戦では、自己最速を更新する150kmを計時した。ただ我が強く、変化球のサインによく首を降る。打者としても左の大宮に並ぶ右の長距離砲として貴重な存在で本来は三番打者だが、チームプレイが苦手なため、1人で1点を取る存在として甲子園県大会予選では中盤まで先頭打者（鳩ヶ谷いわく0番打者）で起用されていた。母親からは直ちゃんと呼ばれているが、本人はこれを嫌がっている。引退後、ドラフト4位で埼玉西武ライオンズに指名を受ける。
憧れの野球選手は井川慶。好きな芸能人は長澤まさみ。名前の由来は日高市から。
八潮 創太（やしお そうた）
捕手。右投右打。2年。身長173cm。体重65kg。DCMのタイプ分けはサル。
DCMのクラス分けでM（Monkey）とされたことからも解る様に、常に周りの空気を読み、何をやるにも工夫をする人物。自分が興味を持ったことには納得するまで追求するため当初から鳩ヶ谷の期待は高く、甲子園県大会予選へと至るに当たって望み通りの高い成長を遂げた。打撃は長打力こそ無いものの洞察力も良く小技も利く非常に器用なバッターなので、甲子園県大会予選までは三番打者を任されていた。が、キャッチャーという過酷なポジションを鑑みて疲労軽減の為に県大会予選終盤から9番へと移された。日高を0番に据えていた場合は実質二番打者としての起用であった。
人の言うことは良く聞くが、疑問など言いたいこともはっきり言うタイプ。決勝戦では桐生監督も認めるほどの捕手に成長したが、その洞察力の良さから逆に自分の思考に追い詰められる事も稀にある。詩織の友人で同級生の紗季に淡く思いを寄せられていたり、下級生女子に「かわいい」と言われたり、中々にモテている。甲子園準決勝の難波南洋戦では、日高を懸命にリードするなどして戦ったが、皮肉にも自身が甲子園最後の打者となり、外角低めの速球に手が出ず三振し最後の打者となった。新チームでは主将に就任。打順も3番に上がった。同作者の別の野球漫画「WILD PITCH!!!」では本編の15年後に彩珠学院の野球部監督になって、決勝戦の9回で伝令を送るワンシーンで登場する。
憧れの野球選手はイバン・ロドリゲス。好きな芸能人は松嶋菜々子。名前の由来は八潮市から。
大宮 剛士（おおみや たけし）
外野手（右翼手）。右投左打。2年。身長183cm。体重90kg。DCMのタイプ分けは特上の警察犬。
旧姓児島（こじま）。鳩ヶ谷がその打力とバッティングセンスに目を付け草野球チームから引き抜いてきた。かつては野球名門高校の岡山商学館に在学し、中学時代にはオール岡山で四番打者に選抜される程の優秀選手であったが、親が借金苦で夜逃げして息子の剛士にまで追い込みの手が及んだ為、やむを得ず高校を辞め嵐山工務店で働いていた。だが、その高いバッティングセンスを鳩ヶ谷に見込まれたのが縁で、彩学で高校野球を続けるためにOB会長の大宮の家に養子縁組することとなる（基本的に転校生はすぐには公式戦に出場できないが、養子縁組での転校ならこの締約に接触しない。鳩ヶ谷は最初からそれを口実に止むを得ない理由の名目で転校させた）。日高と継ぐ実力者で、彩学の不動の四番打者。野球の実力は非常に高く、長打から単打まで状況に応じたバッティングが出来るが、考え込む性格で自分のイメージとスイングのズレが気になり悩み出すと、スランプに陥りやすい。また、加えて三番打者の日高が勝手気ままに気分で打つ為、クリーンナップとしてコンビで考えての四番としてはまだ頼りないというのが、夏の甲子園県大会予選では中盤まで日高が０番打者に置かれていた理由である。夢はプロ入り、そしてメジャー挑戦。実は巨乳好き。
守備は右翼手だが、制球が定まらず四球こそ多いモノの練習試合などでピッチャーとして登板もしており、直球の速度は140km/h台を記録する。持ち玉は直球のみだが夏を殆ど1人で投げ抜いてきた日高が調子を落とした、興洋学園戦では6回表、急遽日高のリリーフとして、公式戦初登板を果たし、ツーアウト三塁のピンチからアウト一つ取得しこの回を締め1／3、7回はフルイニングで登板し3／3、合計4つのアウトを獲得し計二回の守備を締め好リリーフを果たす。
憧れの野球選手はバリー・ボンズ。好きな芸能人は井上和香。名前の由来は岡山県の児島地域から。
滑川 順平（なめかわ じゅんぺい）
三塁手。右投右打。3年。身長175cm。体重72kg。DCMのタイプ分けはイヌ。
野球部のキャプテン。非常に真面目な性格。命令には忠実に従う典型的なイヌだがチーム内での野球の実力は高い。状況に応じたバッティングが出来、バントもそつなくこなし主に六番打者を任されて「第二のクリーンナップ」として用いられている。守備に関しては悪送球やお手玉などエラーが度々みられるが、抜けそうな打球を捕球するようなファインプレーもある。甲子園県大会予選では春日野大栄の注目、大会左ナンバーワン投手と評判の九藤から先制となる二塁打も放った。基本的に打線を繋ぐチームバッティングに徹しているが、フルスイングなら甲子園でもぎりぎりスタンドに打球を打ち込むだけの長打力を持つ。チームの雰囲気が悪くならない様に常に気を配っており、あがり症なのがやや玉に瑕だがキャプテンとして鳩ヶ谷からの信頼は篤い。実家は肉屋。部屋は弟と妹と同室。
甲子園3回戦ではフルスイングでホームランを放ち、甲子園準々決勝の興洋学園戦ではピッチャー日高の負担を下げる為、日高と入れ替えで三番打者として再びクリーンナップに戻った。鳩ヶ谷曰く、滑川をキャプテンに据えたのが「モロ（毛呂山）唯一のファインプレー」。甲子園本戦準々決勝、八回表の難波南洋高校の攻撃でバッターの藤村がスリーランを放った際、浮き足だったナインを一喝して引き締めるなど、キャプテンとしてナインを統率する能力も持ち合わせる。引退後、大学に野球推薦での入学が内定し、落ち着いた頃から後輩の指導に顔を見せるようになる。
憧れの野球選手は川相昌弘。好きな芸能人は松浦亜弥。名前の由来は滑川町から。
上福岡 徹（かみふくおか とおる）
左翼手。右投右打。3年。身長180cm。体重85kg。DCMのタイプ分けはイヌ。
元々は左翼手のレギュラーだったが些細なことから鳩ヶ谷に不信感を抱き練習の手を抜くようになる。そして春の大会でのレギュラーと背番号を下級生の入間に奪われ、いよいよ練習に参加しなくなった。その間、インターネットに鳩ヶ谷の悪評を一度だけだがその場の気分で書き込んでしまう（「はじめから胡散臭そうな男だった」と投稿）。だが親友の栗橋の説得を受け、加えて自分のインターネットへの些細な書き込みが切っ掛けで鳩ヶ谷の悪評が沸騰してしまったことから、悔恨の思いを抱いて謝罪、野球部復帰を決意。選手や保護者達の前で鳩ヶ谷に陳謝し全員一致で復帰が決まった。
これまで高校通算で11本のホームランを放っており、甲子園でも1ホームランを記録。日高や滑川よりも早く1年秋からスタメンだった。タイプ的にはネコ気取りのイヌ。長打力に優れ直球には強いが変化球に弱くバントも下手。だが本人なりの努力が認められて甲子園県大会予選の決勝戦ではスタメン出場、甲子園本戦からは一桁代の背番号とレギュラーを与えられる。
実家は上福岡病院で将来はその後を継ぐつもりらしく成績は良いらしい。行く大学は早慶上智に次ぐ偏差値の安政大学を滑り止めというほどかなりの高偏差値らしく、引退後はグラウンドには顔をださずに医学部合格のため受験勉強に精を出していた。
好きな芸能人は釈由美子。名前の由来はふじみ野市上福岡から。
川口 智彦（かわぐち ともひこ）
一塁手。左投左打。3年。身長185cm。体重80kg。DCMのタイプ分けはイヌ。
チームの中でも長身でゴルフボールを使った打撃練習からアッパースイングでそれなりの長打が打てる様になったため、クリーンナップが返し損ねた打者を主に犠打にて返す目的で五番打者として起用されたローボールヒッター。甲子園県大会予選では埼玉栄冠の注目投手、大滝から1ホームランを放っている。通称「彩学のフライマシーン」。甲子園では犠牲フライが多くあまり当たりがなかった。
またスティーブの加入前は日高の控え投手としても登用され、投球練習も行っていた。球威はないが牽制球が非常に上手く、夏の甲子園県大会予選でもベスト8戦で一度、登板して牽制球だけでアウトを一つ獲得している。
引退後もしばしば滑川、栗橋らとグラウンドに顔を出し、後輩たちを指導している。大学でも野球を続けるらしい。
憧れの野球選手は下柳剛。好きな芸能人は安倍なつみ。名前の由来は川口市から。
大井 克豊（おおい かつとよ）
二塁手。右投右打。3年。身長170cm（ウソ）。体重65kg。DCMのタイプ分けはイヌ。
チーム随一の俊足で、打順は日高が0番打者であった時は二番。現在は先頭打者を務める。バント等の小技も器用にこなすが待つことができずフライを打ち上げる事がやや多い。川口同様スティーブ加入以前は投手としての練習を行っていた。3年時には足を絡めた揺さぶりに長け、塁に出ても相手ピッチャーや野手にプレッシャーを掛けるのが得意となるいやらしい選手に成長した。引退後は滑川らとともにグラウンドに顔を出して蓮沼と共に岩槻をからかっていた。
憧れの選手は松井稼頭央。好きな芸能人は安田美沙子。名前の由来はふじみ野市大井から。
蓮沼 哲也（はすぬま てつや）
遊撃手。右投右打。3年。身長171cm。体重62kg。DCMのタイプ分けはイヌ。
いつも元気なチームの兄貴分的存在。元気がありすぎるので捕球の時もつい前に出すぎてしまう癖がある。守備のタイムでマウンドに集まる時にはグローブを頭に乗っける癖がある。チームでも大井に次ぐ指折りの俊足。打率は一割代と非常に低く打順も下位を打っているが、何のかんので随所随所、得点に結びつく良い働きをする事が多い。打撃に関しては鳩ヶ谷曰く「確かにアイツはこの夏、なんか持ってっかもしんねぇな」。
守備の能力は高く度々、試合の行方を決めるような場面でファインプレーを見せる。地元の軟式野球部出身ながら全国区トップレベルの聖母学苑ピッチャー、明石から二本（一つはカーブがグリップに当たり佐倉が見失った為内野安打、一つは明石の抜けたスライダーを打ちセンターオーバーの勝ち越し二塁打）のヒットを放ち、甲子園本戦初戦で対戦相手を驚かせた。甲子園では準決勝まで1安打と当たらずにいたが、2死三塁でセーフティをし、処理しようとした一塁手の丹波がホームに投げようと一瞬の隙ができ、セーフティバントを決め雄叫びを上げた。
お調子者で女の子のファンがいるが、微妙な娘が多い。引退後は滑川らと共にグラウンドに顔を出していたが、大井とともに岩槻をからかっていた。
憧れの選手は西岡剛。好きな芸能人は小倉優子。名前の由来は見沼区蓮沼から。
入間 博之（いるま ひろゆき）
外野手（左翼手）。左投左打。2年。身長171cm。体重60kg。DCMのタイプ分けはイヌ。
試合では何とか出塁しようとゴロ狙いのバッティングを心がけている。そこを鳩ヶ谷に目を付けられ、上福岡を差し置いてレギュラーの座を射止めた。甲子園本戦ではベンチで外野の交代要員に。長打力は無いが当てるのは上手い。彩学では貴重な左打者。
甲子園準々決勝戦では九回、エラー絡みで二塁に進塁した川口の代走として出場し、相手ピッチャーの佐野を足で牽制して動揺させ、日高の長打で同点のホームベースを踏んだ。新チームでは1番レフトのレギュラー。
憧れの選手は福留孝介。好きな芸能人は上戸彩。名前の由来は入間市から。
岩槻 雅司（いわつき まさし）
外野手（中堅手）。右投右打。2年。身長168cm。体重68kg。DCMのタイプ分けはイヌ。
肩はそこそこ良いが投球に対して不器用で、いつも同じ距離(60m)しか投げられないのが玉に瑕。本人は中々肩が良く90〜100mも投げられるのだが、中継の球回し速度重視で最終的に60mの遠投距離で固定して練習を重ねた。
部内ではいじられキャラであり、優しそうな顔つきをしているが、内面は勝ち気でやや陰湿な性格。レギュラー陣の中では長打力にこそ劣るが実に器用で、その性格を鳩ヶ谷に買われ夏の大会では予選途中から負担を軽減したい八潮の代わりに九番打者から二番打者に抜擢される。打力は低いが敵の嫌がることについて嗅覚が鋭く、バントにエンドランと二番打者に相応しい働きを見せる。ただしシュートボールを打つのが大の苦手。
同級生の入間や先輩の蓮沼と仲が良く、ファンの多い蓮沼に女の子の紹介を求めている。童貞。
蓮沼・大井の二人にからかわれる事が多く、二人の引退後もからかわれていたが「下手と口をきくと下手になりますから」と一蹴した。新チームでも2番センターを務める。
憧れの選手は金城龍彦。好きな芸能人は黒木瞳。名前の由来は岩槻区から。
栗橋 友司（くりはし ゆうじ）
外野手。右投右打。3年。身長175cm。体重70kg。DCMのタイプ分けはイヌ。背番号18（甲子園大会）。
上福岡とは中学時代からのつきあいで親友。野球部を辞めかけていた上福岡を説得した。甲子園県大会予選では自らの意思でレギュラーを辞退し、敵チームの情報収集および分析担当の裏方に徹していた。甲子園に入ってからはベンチ入りを果たし元々が専業の一塁コーチボックスに立っている。また、甲子園本戦準決勝の難波南洋戦では九回裏の攻撃で先頭打者に代打として送られ、「思い出代打」と揶揄されるものの、データ分析を元に格下の自分には初球に甘いストレートが来ると読んでヒットを放ち結果を残した引退後も滑川らとグラウンドに顔を出していた。大学でも野球を続けるらしい。
憧れの選手はイチロー。好きな芸能人は仲間由紀恵。名前の由来は栗橋から。
スティーブ・ストローター
投手。左投左打。1年。身長195cm。体重75kg。DCMのタイプ分けはイヌ。
留学生枠を利用して野球部へ入部。球速は遅いが長い指でかつ非常に独特なサイドスローで投げるため打者がタイミングを合わせづらく、ボールも表現不能な変化をする。描写はほとんど無いが、打力はそれなりにあるらしい（他の部員が攻略に苦労しているシンカーをいつの間にかポテンヒットしていたり、地味に何度もヒットを打って出塁している）。明石のフォークの癖を見抜き攻略にも一役買うなど、侮れない存在でもある。甲子園本戦でも、優勝候補と名高い帝都大学第一高校を相手に6回と1／3を4失点で投げ抜き、勝ち星を挙げている。
かなりのアニメオタクで「ドカベン」、「タッチ」、「巨人の星」、「侍ジャイアンツ」、「機動戦士ガンダム」等、古今東西のアニメ全般に詳しい。新チームではエースナンバーを与えられ力投するも、秋の県大会では6失点し、敗戦投手となってしまう。
名前の由来は元阪神タイガースの選手スティーブ・ストローター。憧れの野球選手は水原勇気。好きな芸能人は椎名へきる、水樹奈々、能登麻美子等。
深谷（ふかや）
捕手。2年。背番号12（夏の県大会）。
八潮と同学年ながら控えに甘んじているが、八潮との実力差は素直に認めており良きバックアップに徹している。伝令としてよく送り出される。重要な伝令は毎回、鳩ヶ谷の口調と表情を真似て伝える。新チームではファーストにコンバートし、5番を打つ。名前の由来は深谷市から。
林（はやし）
3年。背番号13（夏の県大会）。DCMのタイプ分けはイヌ。
3年ながらベンチ入りを危惧されていたが、甲子園県大会予選、甲子園本戦、共にベンチ入りを果たす。三塁のコーチ担当。彩学の中で石野と同じく名前は埼玉県の地名由来ではない。
石野（いしの）
3年。背番号14（夏の県大会）。DCMのタイプ分けはイヌ。
夏の県予選の一塁コーチャー。林と同じく3年ながらベンチ入りを危惧されていたが、甲子園県大会予選、甲子園本戦、共にベンチ入りを果たしている。
坂戸（さかど）
代打。2年。背番号15番（夏の県大会）。
ベンチ入りが危惧されていた2年生。代打でそこそこの打率を出していた様子だが、夏大会の出場の機会はなかった。新チームでは7番セカンドのレギュラー。名前の由来は坂戸市から。
行田（ぎょうだ）
内野手。2年。背番号16（夏の県大会）。
内野の守備要員で甲子園県大会予選決勝戦では終盤に1塁手で途中出場。試合の最後に豊田とぶつかるもボールを離さずスリーアウトになり、優勝に貢献した。守備能力は内野全般守れ頭一つ抜けるものの、打撃は全く期待されていない守備専門の選手。夏のベンチ入りを危惧されていた一人。興洋学園戦では九回、野選で一塁に進塁した上福岡の代走として出場し、日高の長打で逆転サヨナラのホームベースを踏んだ。決勝ではファーストを守ったが本職はセカンドであり、新チームでは8番でショートを守る。名前の由来は行田市から。
北本（きたもと）
1年。背番号17（甲子園県大会予選）。
新入部員。鳩ヶ谷の指示した走り込みをクリアしたため入部が許可された。甲子園県大会予選では背番号を与えられベンチ入りしたが、甲子園本戦では背番号を返上してデータ処理班の岡部、栗橋にベンチ入りを譲る（甲子園本戦のベンチは18名）。名前の由来は北本市から。
三芳（みよし）
1年。背番号18（甲子園県大会予選）。
新入部員。鳩ヶ谷の指示した走り込みをクリアしたため入部が許可された。甲子園県大会予選では背番号を与えられベンチ入りしたが、甲子園本戦では背番号を返上してデータ処理班の岡部、栗橋にベンチ入りを譲る（甲子園本戦のベンチは18名）。甲子園ではボールボーイなどを努めた。新チームではレギュラーに抜擢され7番でサードを守っている。名前の由来は三芳町から。
新座（にいざ）
1年。背番号19（甲子園県大会予選）。
新入部員。鳩ヶ谷の指示した走り込みをクリアしたため入部が許可された。甲子園県大会予選では背番号を与えられベンチ入りしたが、甲子園本戦では背番号を返上してデータ処理班の岡部、栗橋にベンチ入りを譲る（甲子園本戦のベンチは18名）。名前の由来は新座市から。
岡部（おかべ）
3年。背番号20（甲子園県大会予選）→17（甲子園大会）。
彩学のデータ処理班の一人。それまでのビデオ研究から対戦相手の過去データの扱いに長け、敢えて自主的にベンチから外れたデータ処理班から上がってきた敵チームのデータをベンチにて適宜、鳩ヶ谷に伝える。甲子園県大会予選、埼玉栄冠高校のピンチでは特にその情報が活きた。相手ピッチャーの投球数なども常にカウントしている縁の下の力持ち。甲子園ではベンチに入る。名前の由来は深谷市岡部から。
志木（しぎ）
3年。背番号無し（甲子園県大会予選）。
彩学のデータ処理班。甲子園県大会予選では背番号無しで練習から外れ、対戦相手となる他校のデータ処理に現地まで赴いたりと精力的にデータ収集を行う。県大会予選では岡部にベンチを譲り、甲子園本戦でも栗橋にベンチを譲った模様。名前の由来は志木市から。
寄居（よりい）
2年。背番号無し（甲子園県大会予選）。
彩学のデータ処理班。甲子園県大会予選では背番号無しで練習から外れ、対戦相手となる他校のデータ処理に現地まで赴いたりと精力的にデータ収集を行う。名前の由来は寄居町から。
川島（かわしま）
2年。背番号無し（甲子園県大会予選）。
彩学のデータ処理班。甲子園県大会予選では背番号無しで練習から外れ、対戦相手となる他校のデータ処理に現地まで赴いたりと精力的にデータ収集を行う。名前の由来は川島町から。
大宮 詩織（おおみや しおり）
マネージャー。2年。身長160cm。
OB会長・大宮の実娘。赤髪で美少女だが性格は父親に似て気が強く大変な毒舌。勘が非常に鋭く頭も回るところがあり、鳩ヶ谷とコントのようなやり取りをしたり将来どうなることやらと恐れられてもいる。各個人の色々な拘りに「めんどくせ」と呟く事頻りだが、面倒見が良い性格。対戦相手などに渾名を付けたがる。養子縁組してきた剛士と共に野球部に入部してきた。名前の由来は大宮区から。

#### OB会
現OB会会長は詩織、剛士の父、大宮であり、中心的な活動も大宮、浦和がしている。甲子園初出場時のOBにはさすがの大宮もたじたじになるほど貫禄がある。
大宮（おおみや）
OB会会長。スポーツ用品店長。
詩織と剛士の父親（剛士は養子）。恰幅の良い中年で非常に気が強く、自分が気に入らないことには何でも食ってかかる。だが剛士に高校野球をさせるために養子にするなど、男気もある。最初は日高と同じように鳩ヶ谷を認めていなかったが次第に協力的になっていく。現役時代は「彩学の江川」と呼ばれていたらしく4回戦まで出場。今でもなかなかのコントロールを誇りカーブも投げられる。
浦和（うらわ）
OB会メンバー。
眼鏡と手入れされた髭がトレードマーク。大宮と違い、鳩ヶ谷の指導に比較的最初から理解を示していた。ジョンという名前の犬を飼っている。洞察力にも優れ色々と裏の事情を察する事の出来る貴重なOBの一人。
独身。理知的で大宮とは対照的な性格だが、美里を食事に誘おうとするなど、女好きな一面も見られる。名前の由来は浦和区から。

#### 父母会
在校生の父兄が中心となり活動。練習時のサポートや試合の応援など、熱心に活動している。基本的には母親が多く、日高の母のような人物から、八潮の母のような冷静な人物もいるが、ほとんどはおっとりとした人物が多い。鳩ヶ谷曰く「教材を売るには簡単そう」。
日高の母（ひだかのはは）
父母会の中心的人物。非常に我の強い人物。息子のことを「直ちゃん」と呼び、甘やかしている。
息子のためならばと、部の方針に口を出したり、OB会長の大宮にも噛み付いている。鳩ヶ谷のやり方にも難色を示し、他の父母を引き連れ抗議を起こすも、鳩ヶ谷に丸めこまれる。試合にも熱心に応援するが、チームよりも自分の息子中心に応援しており、他の部員のミスなどが起きた場合は、その部員の父母を糾弾したりも。
大宮とは試合中に口論することもあるが、なんだかんだで似た者同士で、息が合う模様。

#### 関係者
狭山 滋明（さやま しげあき）
校長。36年前の優勝チームの主将であり、鳩ヶ谷が審判殴打事件を起こした13年前のチームの監督でもあった。鳩ヶ谷には全幅の信頼を寄せている。13年前の鳩ヶ谷の審判殴打事件において常識の前に屈してしまったことを今でも悔いている。審判殴打事件の責任を取り監督を辞任（毛呂山の野球部員時代は、すでに監督を退いた後）。穏やかで鷹揚な雰囲気をもつが、監督時代はかなりの「鬼監督」であったらしい（鳩ヶ谷や鉄拳制裁で有名な春日野大栄前監督の熊谷監督も認めるほど）。多方面に多くのコネがあるらしい。名前の由来は狭山市から。
美里 ゆり子（みさと ゆりこ）
経営監査室マネージャー。初期は野球部を不良債権と見なし何とか潰そうと目論んでいたが、聖母学苑戦以降はその実力を認め逆に甲子園に出場出来る様に全面的にサポートする立場となる。聖母学苑監督の桐生は実の父。子供の頃から野球に打ち込んでいた父を見て育ったため野球についての知識は常人より遙かに多い。だが桐生は家庭を全く顧みなかったため忌み嫌い母方の姓を名乗っている。普段は冷静沈着な性格だが試合中バントが成功すると歓声を上げたり、鶴ヶ島に対して勝利の意義について熱弁を振るったりする。鳩ケ谷に対しては当初疎んでいたものの、野球観などを通して認めていく素振りを見せており、思わず「かっこいい」と呟いてしまったことも（すぐに訂正をしたが）。詩織の付けたあだ名は「ゆりちゃん」。曰く「ちゃん付けはやめなさい」。
甲子園終了後はあからさまな野球部びいきになり、彩学売却先の経営母体も野球部を慮って決定する。マスコミ対策として鳩ヶ谷をブラジルへと送ったのはゆり子だったが、鳩ヶ谷不在の間に帝都大学から元帝大一高監督の赤羽を送り込まれ内心、忸怩たる思いを抱く。鳩ヶ谷へのほのかな恋心も全く気付かれていない模様。名前の由来は美里町から。
長瀞（ながとろ）
経営監査室マネージャーで美里の部下。情報通らしく野球に没頭している美里に代わって彩学の経営母体に関する黒い噂などの情報を仕入れてくる。名前の由来は長瀞町から。

### 聖母学苑
野球部の新鋭。東松山に男子部と野球部、所沢に女子部がある。元々はお嬢様高と呼ばれる女子校だったが、少子化の流れから共学となった高校。共学だが女子生徒が多い。生徒集めの一環で各地から優秀な選手を集め、過去3度の甲子園出場経験を持つ桐生を監督として招致し、創部五年で強力な野球部を編成した。部員の過半数が県外であり、レギュラーに地元・埼玉県出身の生徒が一人もいないことを鶴ヶ島から問題視されている。
夏は準々決勝敗退。しかしほぼ新興ながら、既に春のセンバツで甲子園の土を踏みベスト8。春大会では明石と佐倉抜きで優明館に敗北したものの第1シードを獲得。次の夏大会は2回戦の川越農を7-1、3回戦浦和台15-1を、4回戦朝霞東6-0、5回戦埼央5-0、準々決勝武州商14-0を5回コールド、準決勝の浦和第一を乱打戦の末9-8で下し、決勝戦で彩学と対決。
桐生 義正（きりゅう よしまさ）
監督。
過去3度の甲子園出場経験を持つ。聖母学苑に新設された野球部の監督として迎えられる。右手を開いて顔にかざす癖がある。徹底したデータ収集と、冷徹な思考により選手を管理するクールな監督。美里ゆり子の父。野球に勝つためにはあらゆることを犠牲にできる男であり、敵と認めた者に対しては徹底的にマークし、情報を集める。選手のことは信用はしているが信頼していない。鳩ヶ谷を昔の自分と似ていると思っており、楽しい相手として気に入っている。プライドが高く、「あくまでも勝負はグラウンドでつけるもの」と選手の自分勝手な行動には罰を与える、確実ではないデータを伝えたコーチ陣に解雇を匂わすといった非情な言動が見られる。元はもっと熱い性格で、ベンチの前線に立って指揮していた。詩織の付けた渾名は「ダンディー」。名前の由来は群馬県桐生市から。
明石 慎之介（あかし しんのすけ）
投手。右投左打。2年。
聖母学苑の右のエース。中学時代はかつてオール兵庫で活躍し、オール岡山の四番打者だった彩学の剛士とも対戦した経験がある。プライドが高く気分屋で好不調はあるが、かなりの実力者。春のセンバツに出場した聖母学苑の主力として活躍したが、肘の故障を隠して登板した為、準々決勝で打ち込まれ聖母敗退の原因となる。そのペナルティおよび故障の治療のため、三軍の雑用から再スタートを命じられるが、じっくり焦らず休養を経て夏の甲子園県大会予選には調整を終え一軍に帰ってきた。
調子にムラがあるがカーブやスライダー、フォークにツーシームなどの多彩な変化球を持つ。基本的に直球を投げる事が多く球速はMAX150km/h。打撃も9番ながらセンスがある。大宮剛士とは中学時代からの顔見知り。普段の軟派な物腰とは裏腹に、越境入学している自分の境遇や立場をシビアに理解している（自分達を「勝つために集められた傭兵」と表現するなど）。自分をライバル視している日高や日向を「勝たせたいピッチャー」と見下しており、八潮や鳩ヶ谷ら他人の考えをこき下ろすなど高慢なところがある。何かと詩織の気を引こうとしているがあまり相手にされていない。詩織の付けた渾名は「ひょうきん王子」。夏の甲子園県大会予選では故障上がりとしてエースながら背番号は20を付けている。名前の由来は兵庫県明石から。
佐倉 秀一（さくら しゅういち）
捕手。右投右打。3年。
五番打者。千葉県出身。
文字通りの扇の要。桐生が一番信頼している選手であり、八潮や明石をはじめ、鳩ヶ谷も捕手としての能力を認めるほど。やや自分の型にはめようとする傾向があるものの、細かい気配りもでき、明石からの信頼も厚い。春のセンバツで明石の故障した肘を内密にした罰として故障した明石と共に春大会はレギュラーから外されたが、明石の復活と共にレギュラーへと戻った。プロのスカウトからも注目されているが、本人は進学希望。名前の由来は千葉県佐倉市から。
新発田 祐司（しばた ゆうじ）
遊撃手。右投両打。3年。キャプテン。
一番打者。ドラフト上位候補としてプロのスカウトから注目を集めている選手。新潟県出身。
走攻守揃った選手で、厳しい球を広角に打ち分けるなどバットコントロールに優れており、卓抜した身体能力を持つ。
彩学との決勝戦では超人的な守備でチームを救うが、ミス（詳細は第4アウト#物語で描かれた事例を参照）で彩学に一点を献上してしまい、一時泣きはらすほど落ち込むものの桐生監督のフォローと佐倉の同点ツーランで立ち直る。
整った顔立ちをしており女子人気がある。詩織の付けた渾名は「シバッチョ」。名前の由来は新潟県新発田市から。
日向（ひゅうが）
投手。左投左打。2年。
聖母学苑の左のエース。明石をライバル視しているが、明石からは球が少し速いだけと見下されている。
夏の県大会では出遅れた明石を退け、背番号1を背負うも、実質は2番手投手で、明石からエースを奪うまでには至らない。気負いすぎるところがあり、その点を桐生からは不安視されている。登板すると周りも気合が入りすぎるらしく、試合でトリプルプレーが成立したことも。宮崎県出身。
名前の由来は宮崎県日向市から。
三沢（みさわ）
投手。左投左打。1年。背番号18。
天草と同じく1年でベンチ入りしている4番手投手。夏大会は準々決勝まででチーム内で唯一の失点である2失点をしているが、来年再来年の為に準決勝で先発。浦和第一の猛打を浴び、最後の方はワンナウトも取れずに天草に交代した。名前の由来は青森県三沢市から。
天草（あまくさ）
投手。右投右打。1年。背番号10。
熊本県出身。1年前のシニア大会で優勝したオール熊本のエース。春からベンチ入りしており、夏も3番手投手として好投している。名前の由来は熊本県天草市から。
豊田 翔（とよだ しょう）
一塁手。左投左打。1年。愛知県出身。
1年ながらレギュラーで、準決勝から佐倉を押しのけ四番打者となった巨漢。大食漢であり、試合以外で登場した際は常に何か食べ物を口にしている。新発田や佐倉が注意しても口にすることをやめない。パワーだけでなく剛士より上と言われるミート力や選球眼も優れている強打者だが、見た目どおり非常に鈍足。口癖は「楽勝ッス」。詩織の付けた渾名は「どんぶり太郎」。
夏大会は決勝までにホームラン5本を放っており、四番となった準決勝では4タコだったが、それまでタイミングのずれたカーブを合わせ逆転スリーランを放った。名前の由来は愛知県豊田市から。
藤沢（ふじさわ）
二塁手。右投両打。
打順は二番。準決勝のスコアボードではでは山口と書かれていた。バントの名手で今大会のバント成功率は100%。好守も光る。彩学との試合でもバントを2回決め、10回裏は木のバットを使いワンナウト二三塁でピッチャー横に転がそうとするも雨で浮いた土に打球が殺され、三塁でフォースアウトとなりバント失敗してしまう。
名前の由来は神奈川県藤沢市から。
西富（にしとみ）
三塁手。右投右打。
六番打者。打力はクリーンナップに劣らないとされるが、日高の速球には手が出なかった。
名前の由来は神奈川県藤沢市西富から。
具志川（ぐしかわ）
左翼手。右投右打。
俊足の八番打者。強肩であることもうかがえる。
名前の由来は沖縄県具志川島から。
宮前（みやまえ）
中堅手。右投右打。3年。
準決勝での背番号は7だった。この夏の大会、ホームランも放っている三番打者。ただし2年生の松山と併用されている。決勝ではミスを取り返そうと無謀な走塁をしてしまい、桐生の怒りを買い途中交代させられる。
名前の由来は神奈川県川崎市宮前区から。
館林（たてばやし）
右翼手。右投左打。
準決勝のスコアボードでは柳瀬と表示された。七番打者で強肩。足も早くセーフティバントの成功率は四割を誇る。
名前の由来は群馬県館林市から。
松山（まつやま）
中堅手。17番。右投左打。2年。愛媛県出身。
三年の宮前と併用して登用されているセンター。エラー0で打率は四割六分を誇る。レギュラー争いをしている宮前からはグラブを水に付けられる、スパイクの金具を外されるなど虐め紛いの嫌がらせを受けており、途中出場した際は甲子園の背番号8は俺だとレギュラー争いに蹴りをつけるよう意気込んでいた。鳩ヶ谷曰く控えなので豊田や佐倉みたいな実力はないとの評価。
名前の由来は愛媛県松山市から。
熊野（くまの）
代打。左打。2年。14番。
聖母の選手。小柄。伝令も努めている。夏大会は9回裏に代打で出場。狙った初球を外したため、室戸に球種と球筋を伝えるために粘り、内野ゴロ。
名前の由来は三重県熊野市から。
室戸（むろと）
代打。右打。3年。13番。
聖母の代打選手。豊田が入学してくる前は5番ファーストを打っていた。スタメン落ちした後も腐らず努力を続け、降板して荒れた明石を説得させるなど人格者。代打になってから長打を捨て1打席で必ず打つフォームに変え、プライドもスタイルも捨てて代打でしっかり活躍するように奮起した。夏大会は9回1死で代打で出場。強烈な当たりを放ちヒットにし、矢作と交代した。
名前の由来は高知県室戸市から。
矢作（やはぎ）
代走。3年。19番。
聖母の代走専門選手。一塁から二塁まで3秒弱で行ける俊足の代走専門で今回の甲子園県大会予選でも三回出場のうち、三回とも成功させている。うち二回は三盗。とにかく次の塁を狙うことに意識が強い。夏大会は室戸の代走で出場。足を使って日高からボークを誘い2塁に進むが、その際新発田にエンドランで一三塁にできたのに余計なことをと言われた。しかし新発田敬遠後バントした藤沢の打球がキャッチャー前で止まり、三塁上でアウトになってしまい2死になってしまう。
名前の由来は愛知県岡崎市矢作から。
小鹿野（おがの）
マネージャー。3年。学生ながらも桐生の秘書的存在で、将来は高校野球関係の職に就こうという考えから入部している。インターネット上に軽い気持ちで鳩ヶ谷の過去の情報を流すも、その事が桐生にバレて「勝負はグラウンドでつけるということを忘れている」と叱責を受け、一時的に明石のいる用具係に降格させられた。夏大会は記録員としてベンチに入った。名前の由来は埼玉県小鹿野から。

### 秩父優明館高校
創立2年目の無名校。一冬越して着実に力をつけたチーム。チームの母体は、5年前の少年硬式野球全国大会ベスト4のチーム「松本パンサーズ」。春のブロック予選では2試合連続コールド勝ち。内一試合は名門鴻巣商業を15対1で大差で破った。春の県大会で（明石と佐倉抜きの）聖母を下して優勝し、関東大会までも制した新興の強豪校。夏の県大会の優勝候補だが、秩父の山奥にある学校のため取材が全く訪れない。夏の大会は5回戦で大宮東を雨天コールドで下し準々決勝で安政大安政と対決。しかし新谷の丁寧に隅に投げるピッチングに点が取れず、和光の内野安打で1点は返したものの終盤から角度のマジックで三振を量産してしまい代打攻勢も功を奏せず2-1で敗れる。
チームワークは高いが卓越した選手はなく、シニア時代も体格の勝るチームに押され結果が出ず有力校からスカウトは来なかった。
玉川 祥一郎（たまがわ しょういちろう）
監督。童顔だが32歳。
試合前に対戦相手に揺さぶりを掛けに来たりと鳩ヶ谷と似たタイプだが、座右の銘は「負けて得る物こそ大事」など鳩ヶ谷とは対照的な考え方を持っている。鳩ヶ谷のことを意識しているらしく夏の大会でも彩学との対戦を望んでいた。詩織の付けた渾名は「タマちゃん」。高校野球の監督になった理由はチームが変わり指導者も変わる日本の古い野球システムに新しい形を作るため。個々の能力は敵わなくてもチーム全体では決して劣っていないことを証明するために優明館に来た。名前の由来は長野県茅野市玉川。
白岡（しらおか）
投手。2年。
秩父優明館高校のエース。最近の高校野球では珍しいアンダースローで、シンカーを武器に春までの公式戦の防御率は0.95。スライダーも投げる。夏大会はシンカーのキレも上がったが安政戦ではシンカーを封じられつい熱くなってしまい失点を許してしまう。名前の由来は埼玉県白岡市。
和光（わこう）
捕手。2年。
4番。打率.484。通算本塁打18本の強打者でもある。ただ捕手として白岡と気が合いすぎてるところがあり、安政戦ではそこで失点を許してしまった。名前の由来は埼玉県和光市。
上田（うえだ）
右翼手。2年。
1番。チーム1の俊足で、盗塁・走塁テクニックも兼ね備えている。浅いフライであっても悠々タッチアップしてのけ鳩ヶ谷を驚かせた。名前の由来は長野県上田市。
飯田（いいだ）
控え選手だがキャプテン。背番号10。監督、チームメイトの信頼も厚い。バンドがうまく「バント職人」と言われている。名前の由来は長野県飯田市。
茅野（ちの）
2番。二塁手。
スコアボードで芽野と誤表示された。名前の由来は長野県茅野市。
諏訪（すわ）
3番。遊撃手。名前の由来は長野県諏訪市。
佐久（さく）
5番。一塁手。名前の由来は長野県佐久市。
志賀（しが）
7番。中堅手。名前の由来は長野県の志賀高原。
松本（まつもと）
8番。三塁手。名前の由来は長野県松本市。
岡谷（おかや）
9番。左翼手、投手。左のワンポイントも努め、春大会ではピンチの場面で剛士相手に登板。ピッチャー返しをなんとか掴みトリプルプレーを成立。しかしボールを取った際人差し指が腫れ、途中交代した。名前の由来は長野県岡谷市。
木曽（きそ）
背番号13。控えの代打選手。名前の由来は長野県木曽。

### 春日野大栄高校
野球名門校。聖母学苑の偵察部隊には「抜きん出た選手はいなくとも、攻走守どれを取ってもソツがなく、レギュラーからベンチ入りの控えまで全員90点クラスの選手を揃えている」と評されている。日高が中学時代に声をかけられた高校でもある。かつて鳩ヶ谷が彩学野球部キャプテンだった時代、審判・鶴ヶ島の押し出しの判定で彩学を準々決勝で破った因縁の高校（その年の甲子園出場校でもある）。
名前の由来は春日部共栄高等学校とダイエーホークス。選手の名前はダイエーホークス時代の選手の漢字を変えたもの。
熊谷 勝英（くまがや かつひで）
元大栄野球部監督。同校の出身で、30年に渡って指揮をとり続けた名将。
関係者には『熊谷＝鉄拳制裁』でも知られる厳しい指導法を用い、幾度となく甲子園の土を踏んだ。しかし、時代の流れから、権限の縮小・父母会の苦情で退任させられる。現在は半ば引きこもり状態の中華料理屋のオヤジ（奥さんの実家）。それでも、戦略眼や勝負勘は錆び付いていない。
県大会で彩学に敗れた後に総監督としてチームに復帰。以前と変わらぬ鬼監督ぶりを発揮している。
花園（はなぞの）
熊谷に変わって監督となった元コーチ。
28歳の若い監督。熊谷の封建的指導を改め、選手の自主性に任せた指導法に切り替えたが、チームの雰囲気ばかりを気に掛け相手の裏をかく、弱点をつくなどといった勝負の常道について一切頭にないなど、戦略・戦術の考え方が欠落している。頼りない面もあるが、前監督が手綱を引き締めるタイプであったことから選手からはある程度、慕われている模様。緒戦、二回戦こそ突破したものの、彩学戦では後手に回り続けて敗北する。
九藤（くどう）
投手。3年。
左のNo.1投手と目される県大会予選屈指の好投手。曲がりの大きいカーブにキレのあるスライダー、140km/hを超すストレートを投げる。過去に日高と同時期に大栄のセレクションを受けて合格した。この際のセクションで日高は不合格とされたが、当時の監督である熊谷の意思ではなかった模様。彩学戦では、九番の打順で出場。
名前の由来は工藤公康から。
丈島（じょうじま）
捕手。
彩学戦では、六番で出場。名前の由来は城島健司。
松中（まつなか）
一塁手。
彩学戦では、五番で出場。名前の由来は松中信彦。
濱名（はまな）
二塁手。
彩学戦では、八番で出場。名前の由来は浜名千広。
小窪（こくぼ）
三塁手。
彩学戦では、四番で出場。名前の由来は小久保裕紀。
猪口（いぐち）
遊撃手。
彩学戦では、三番で出場。名前の由来は井口資仁。
芝原（しばはら）
左翼手。
彩学戦では、二番で出場。名前の由来は柴原洋。
明山（あきやま）
中堅手。
彩学戦では、一番で出場。イケイケの性格。名前の由来は秋山幸二。
大路（おおみち）
右翼手。
彩学戦では、七番で出場。名前の由来は大道典良。

### さいたま新都心高校
夏の大会の初戦の相手。1回戦は緑峰高校相手に5回17得点でコールド勝ちしている。部員数は14人で、全員一、二年生。3年生は4人いたが春大会後に意識が低かったため仲町に辞めさせられた。1回戦負けの弱小校だったが仲町により意識が変わってきている。ほとんどのバッターの振りが鈍い。選手の名前はさいたま市の地名から取られている。
仲町（なかまち）
捕手。キャプテン。五番打者。2年生。
試合では塁からサインも送っている実質的な監督。小柄だが気が強く鳩ヶ谷に似た考え方を持つ。鳩ヶ谷曰く「高校生にしちゃ上出来」の頭脳を持つ。3年生を辞めさせ、部員に勝ちの面白さ、シード校にも気後れしない自信、頑張れば勝てる意識をつけさせた。ただ思い通りにならないとすぐ怒る短気さがある。彩学戦では理想通りの動きをしなかったため混乱してしまいコールド負けを喫する。試合後は落ち込んでいたが部員達に新チームの練習の予定を聞かれて立ち直り、鳩ヶ谷から「これからいいチームになりそうじゃねえか」と評された。
監督
顧問の先生。実質的なことは仲町に任せている。
桜木（さくらぎ）
中堅手。一番打者。
浅間（あさま）
二塁手。二番打者。
東（あずま）
左翼手。三番打者。
高鼻（たかはな）
三塁手。四番打者。
打撃力は高いが守備力は低く、彩学戦ではそこをつかれてしまった。彩学試合後は守備力を野次られ、もう穴とは呼ばせないと意気込んでいた。
大成（たいせい）
一塁手。六番打者。
吉敷（よしき）
右翼手。七番打者。
関（せき）
遊撃手。八番打者。
高鼻の守備の下手さを隠すため上手くサード周りの打球を処理している。
大門（だいもん）
投手。九番打者。

### 瑞雲高校
百年の伝統を誇る県立高校。一方で「古いだけ」と揶揄されることも。野球部も歴史があり観戦していたOBはかなりの高年齢。鶴ヶ島、大利根の母校である。かつては強豪だったが今ではシード校を倒すのが有名なだけとのこと。
個人個人の部員はそこまで強くなく全員大利根の指示に従っており、もっと強い選手を集めてほしいと大利根は愚痴っていた。
選手の苗字の由来は埼玉県川口市の地名から。
大利根（おおとね）
監督。70歳を越える小柄な老人。自身も同校の卒業生である。苗字の由来は大利根町から。
勝つためには幾重にも策を使い、シード校を「食う」ことを好む。勝ちを重ねて大きく成長したメンバーを見てきたため、「勝つことの大切さ」を知る人物。一方で相手の裏をかき、やれることは何でもやって勝とうとするその手腕は鶴ヶ島に「姑息」と非難されている。鶴ヶ島が高校球児だったころの先輩で当時は実質監督だったらしく、隠し球を拒否した彼をショートのレギュラーから外し殆ど使わないという現在であればパワーハラスメントともとれる行為を行った。かつては南関東大会で代表戦で敗れ、あの時に勝っていれば学校も協力してさらに強くなっていたと悔しさがあり、この年齢になっても一花咲かないと死にきれないとのこと。
試合では投手を一試合に5人使うなど的を絞らせず、選手全員を使って挑む。聖母の佐倉が評するに全く選手を信用しておらず駒のように扱ってるとのこと。
孫娘は大柄で同校の野球部マネージャーを務めている。
彩学との対戦後はテレビ中継の解説として登場。状況問わず一方的に持論を延々と話すため、実況アナウンサーからは疎まれている（審判の在り方について普段の様子からはかけ離れるほど熱弁したことも）。
彩学と聖母学苑の決勝戦では鶴ヶ島と共に解説を担当し、舌戦（？）を繰り広げる。
大間木（おおまぎ）
中堅手。1番打者。
北原（きたはら）
二塁手。2番打者。
柳崎（やなぎさき）
三塁手。3番打者。
伊刈（いかり）
一塁手。4番打者。
長蔵（ながくら）
捕手。5番打者。
下山口（しもやまぐち）
投手、右翼手。6番打者。背番号1。彩学戦の5番手投手。
赤芝（あかしば）
遊撃手。7番打者。
下台（しもだい）
左翼手、投手。8番打者。彩学戦の3番手投手。
間宮（まみや）
投手。9番打者。左投。背番号13。先発。
大宮を不調にするために、九藤と同じ左投手ということで先発される。球威はないが九藤がホームランを打たれたコースに投げたことで大宮のスイングが迷うことになる。
並木（なみき）
投手。彩学戦の2番手投手。
金山（かねやま）
控え外野手。
立木
投手。彩学戦の4番手投手。

### 埼玉栄冠高校
投手の大滝を投打の中心とする、投手力が際立つチーム。チーム打率が大滝以外は2割台で打撃力は低い。この夏の甲子園県大会予選では第一シードを獲得している強豪校。
監督曰く技術は高くてもおとなしめな子が多かったが、大滝を中心に変わったとのこと。ワンマンチームで、大滝が出ればバントで送りスクイズで返すのが基本的な戦術。
苗字の由来は埼玉県秩父市の地名から。
大滝（おおたき）
投手。3年。右投右打。四番打者。
埼玉栄冠高校のエースで四番。コントロール抜群。ブロック予選初戦を無四球完封勝利。次の試合も七回まで被安打4の1失点。終盤に点差が着いた為、控え投手にマウンドを譲ったが、それまでに与えた四球は1つ。得意変化球はスライダーに縦スライダー、カットボールの3種類のスライダー。投球の8割以上がスライダーで、キレも良く、低めの内と外に器用に投げ分ける。貧打のチームの中にあって唯一、打率3割を超えている打者でもある。詩織の付けた渾名は「カバおくん」。大変な自信家であり、自称「スター」。凡退した後はチームでは弱気なとこを見せずにいるなど盛り上げも得意。
卒業後は大学に進学してプロを目指すらしく、次の舞台は神宮としていた。後に彩学の試合を観戦しに行くようになり、さらには甲子園にまで中津川と追いかけ最終的にはスッカリ彩学ファンに。観戦時には投手への思い入れが強く、県大会決勝で明石が乱れた際はキャッチャーとの意思疎通が乱れたことを理解していた。ただ3回6失点の帝大一の青山に関しては「早く引っ込んでくれて助かる」と評していた。
中津川（なかつがわ）
捕手。3年。7番打者。右投右打。
大滝の女房役。プライベートでも仲が良く、自分勝手な大滝に振り回されながらも行動を供にする。
三峰（みつみね）
中堅手。1番打者。右投。2年生。
倉沢（くらさわ）
遊撃手。2番打者。3年生。
麻生（あそう）
一塁手。3番打者。左投左打。
唐松（からまつ）
右翼手。5番打者。左打。
塩沢（しおざわ）
三塁手。6番打者。右打。
夏大会はスクイズを2回決めている。
西平（にしひら）
二塁手。8番打者。右打。
中尾（なかお）
左翼手。9番打者。
白石（しらいし）
監督。

### 武蔵体育大学付属高校
通称「武体大」。野球部のモットーは「打撃力無き者は去れ!!」。プロレスラーみたいな体型の選手が多い。筋肉をつけるため毎日40キロのウエイトを背負ってスクワット300回以上がノルマや、1人1日2時間のマシンバッティングなどで鍛えた浦和第一と打撃力では、一、二を争うチーム。準々決勝までの4試合で総得点73点を誇るが、1試合平均7失点と守備に気を使わないチームでもある。
守備では判断ミスが多く1点ぐらいは惜しくないと考え、打撃でも日高の直球に対応するほど速球の対応力が高いが長打狙いで点差が付けば自分のバッティングを優先するなど粗さも多い。鳩ヶ谷曰く「筋肉バカ集団」。
選手の苗字の由来は埼玉県飯能市の地名が由来。
彩学との試合では序盤はスティーブを打ち込み岩槻のエラーで満塁ランニングホームランで6点差をつけるものの実際はマシン打撃で染み付いたタイミングで振っており遅いボールになかなか手こずり点差が縮まっていき、7回には彩学が逆転。日高が登板するが逆に速球派がでたことで士気が高まり、9回は長打で1点差になるものの岩槻と蓮沼の中継プレーでランナーが刺され10-9で逃げ切られた。
本郷（ほんごう）
4番ファースト。キャプテン。
試合前にはテレビの取材を受けていた。
加治（かじ）
1番レフト。
川寺（かわでら）
2番ショート。
野崎（のざき）
3番サード。
畑中（はたなか）
5番センター。
岩本（いわもと）
6番キャッチャー。
成木（なりき）
7番セカンド。
間野（まの）
8番ライト。
永田（ながた）
9番ピッチャー。背番号1。
堂西（どうにし）
控えのピッチャー。

### 安政大付属高校
安政大学の付属高校。安政大は早慶につぐ偏差値が高い大学。ただ高校は推薦がなく一般試験のみ。中等部もある模様。三年前に野球部OBの新総長が就任してから全国的なOBのネットワークを使い野球に力を入れている。特待生の選手は自分の判断で野球ができるなどレベルは高いが実は特待生は面接のみでもOK。また露骨に監督が特待生をベンチメンバーに入れている。
特待生への待遇が度を越しているという噂も。監督は詩織から「ナマズ監督」という渾名で呼ばれている。
新谷（しんたに）
投手。3年。背番号11。
北陸出身。安政高校の特待生。控え投手だったが、不調なエースに代わってマウンドに上がり、参考記録ながらノーヒットノーランをあげる。以後、端正なルックスもあって背番号11ながらエースとして注目された。サイドスローの軟投派で、200球以上投げても全然平気というほどの驚異的なスタミナを誇る。クールを装っているが、実際は熱い性格。自分と同じくチームを勝たせる投手と聖母の明石からも一目を置かれている。詩織や同性の八潮の目から見てもイケメンで、安政大の女子大生にもファンが多い。詩織の付けた渾名は「新サマ」。かつてはシニアで北陸ナンバー1の本格派と呼ばれたオーバースローだったが、ブルペンでも球が入らなかったため横瀬の勧めで投げ方が簡単なサイドに転向した。
試合前半には四球が多く乱調気味だが、後半に入るほど奪三振数が増える、いわゆる「尻上がり」の特徴を持つ。これは、前半球持ちが悪くて外角の球が流れてしまうという彼の癖を逆に利用したもの。そのことに気づいたのは横瀬であり、社交的ではない彼だが横瀬を慕っている。序盤の流れる球を相手打者や審判に印象づけておき、後半の流れなくなった球との差で仕留めている（距離で見ている打者と角度で判定している審判の差）。
染川（そめかわ）
捕手。2年。8番打者。
特待生として入学したわりにバッティングがからきしでブルペン捕手をしていたが、キャッチングが上手く横瀬に新谷の特徴を教えられ、新谷とのコンビで正捕手入りを果たす。
有村（ありつら）
右翼手。1番打者。左打。
河西（かわにし）
遊撃手。2番打者。右投右打。キャプテン。3年生。
特待生。
久世（くぜ）
一塁手。3番打者。左投左打。3年生。
特待生。
稲田（いなだ）
中堅手。4番打者。右打。2年生。
杉山（すぎやま）
二塁手。5番打者。右打。2年生。
広木（ひろぎ）
左翼手。6番打者。
越石（こしいし）
三塁手。7番打者。3年生。
内部進学組。守備ではトンネルや送球エラーなど実力はそこそこ。
酒井（さかい）
投手。背番号1。2年生。
本来はエースだが不調のため新谷に出番を譲る。
横瀬（よこぜ）
捕手。安政大学野球部1年。新谷の1年先輩で、新谷の特徴と持ち味を見出し、自身の練習もほどほどに新谷の練習に付き合い、彼をエース級に育て上げた。彩学戦では応援に駆けつけている。

### 浦和第一高校
県内でも打撃力は武体大と1、2を争う打撃が売りのチーム。新チームになってから春までの公式戦チーム打率.398。クリーンナップ3人では.423。長打率は1.026と10割を越えている。しかし、単発が多いので得点は少ない。夏の県大会では二回戦戸田二に17-4、三回戦伊那実に21-3、四回戦緑園台に25-1、五回戦巣鴨中央に10-0、準々決勝秋ヶ瀬に15-5と、準決勝までの5試合でチーム打率.458と総得点88を誇る。
8年前にはプロに入って即ローテ入りした剛腕を要し、毛呂山率いる彩学を緒戦コールドで下し甲子園に出場した。
高砂（たかさご）
ライト。1番。
岸（きし）
センター。2番。
大戸（おおと）
ファースト。3番。
伊刈（いかり）
サード。4番。
神明（しんめい）
ピッチャー。5番。
桐生監督曰く直球も変化球もそこそこの投手。
原山（はらやま）
ショート。6番。
小松崎（こまつざき）
レフト。7番
白幡（しらはた）
キャッチャー。8番。
駒場（こまば）
セカンド。9番。
前川（まえかわ）
8年前超高校生級と評された左腕投手で、高卒ルーキーでローテ入りした。毛呂山率いる彩学に5回まで三振9、内野ゴロ4のパーフェクトとに抑えていた。毛呂山はこの投手から打ちセカンドがイレギュラーしてる間にセーフになり完全試合を阻止した。

### 武州商業高校
小山（こやま）
監督。鳩ヶ谷の中学時代の後輩でパシリに使われていた。そのことを根に持っているが、鳩ヶ谷には敵いそうにもない。鳩ヶ谷と詩織からは「デブ」呼ばわりされている。

### 美ら島学園
守備も打撃もB級の沖縄の高校。
金武（きん）
投手。
美ら島学園のエース。決め球は「金武ボール（サークルチェンジ）」。半年前に宜野座カーブを投げようと見よう見真似でひそかに練習したが上手くいかず、人差し指のマメを潰してしまった。ところが、人差し指を庇うように直球と同じ腕の振りで投げたら、それがサークルチェンジだった。彩学との試合では剛士や日高を苦しめたが、下位打線には簡単に打たれてしまった。試合後、日高にサークルチェンジを教えた。マネージャーと付き合っている。

### 津軽明星
青森の私立高校。選手は県外出身者と県内出身で半々。県外選手は関西出身で固められている。去年夏の甲子園準優勝の強豪校だが、彩学との練習試合で引き分ける。彩学が出場した甲子園大会に出場。共に再戦を願うも香川代表の興洋学園に延長の末惜敗し、ベスト16。
岸和田（きしわだ）
捕手。四番打者。
大阪出身。攻守優れた能力を持ち、キャッチャーでメガネをかけていることから古田2世と呼ばれプロから注目されている。リード面で悩む八潮にアドバイスを送る。明石や佐野とは同じ関西出身ということもあって、中学時代から面識がある。甲子園初戦では猛打賞を記録し、オリックスが見に来るなどの活躍を見せるも3回戦では佐野にリードの裏の裏をかかれサヨナラ打を打たれてしまう。
八尾（やお）
遊撃手。一番打者。
木造（きづくり）
二塁手。二番打者。
天王寺（てんのうじ）
中堅手。三番打者。
関目（せきめ）
三塁手。五番打者。
谷町（たにまち）
一塁手。六番打者。
深浦（ふかうら）
左翼手。七番打者。
野辺地（のへじ）
右翼手。八番打者。
鶴橋（つるはし）
投手。九番打者。

### 湊川商工
兵庫県代表の古豪。公立の強豪校として地元では絶大な人気を誇る。セオリーどおりの堅い野球が持ち味。通称「M校」。
10年ぶり3回目の出場。春も6度出場している。兵庫出身の明石によれば、強豪の報徳や東洋大姫路、神港などと違い兵庫の高校の中では「野球の滑り止め」で、今年は組み合わせが良くうまく勝ち抜けたとの事。お家騒動があったため、春大会準々決勝でコールド負けした後から監督が交代している。
堅い守備と定石から外れないバント、スクイズ堅実な試合運びで1点を守りきり、相手にプレッシャーをかける野球に拘るが、長田前監督との試合の仕方の違いで細かな守備のプレイングが選手にあまり浸透していない。また出塁したランナーをクリーンナップでも毎回バンドで送るため堅い野球、古い野球と野次られている。
有馬 睦夫（ありま むつお）
社会科教師。病気のため一度は監督から退いたものの、OB会からの要望で部長として復帰。実質上の監督。30年以上の監督歴を持つ。M校野球とは即ち有馬の野球を意味する。
上記の通り堅実なプレーを好み、定石通りでなかったり派手なプレーを排除して徹底した堅い守りを敷き、少ないリードでも相手チームにプレッシャーを掛ける高校野球の定番のような指揮を好む。が、今大会では前監督の長田が二年間、有馬の野球とは正反対となる大胆な野球をさせた為、急速な方針転換に選手が付いてこられず少なからずの混乱を来した。サイガク戦ではそこを付け込まれる。試合中盤に試合の勝敗を感じるも学校や世間のために最後までM校野球を貫くよう指示。垂水に監督本人や選手にM校野球を叩き込むよう一からやり直すようにと命じた。鳩ヶ谷が付けた愛称は「ガマ親分」。名前の由来は兵庫県北区有馬町から。
垂水（たるみ）
現監督。有馬の子飼いで有馬には逆らえず、采配のほとんどは有馬の意にそぐわぬ指示を出している半ば傀儡のような監督。堅すぎるM高野球が正しいと思いながらも、同時に疑問も抱いている。前任の長田がやめさせられたように試合の行方以上に自らの保身を考える場面もしばしば。詩織がつけた愛称は「ショボ僧」。
豊岡（とよおか）
中堅手。一番打者。
稲美（いなみ）
左翼手。二番打者。彩学では日高の打球を取り、高速送球でランナーを返さなかった。
丹波（たんば）
右翼手。三番打者。
篠山（ささやま）
一塁手。打順は四番でキャプテン。チーム1の大柄。中学時代は明石に手も足も出なかったらしく、2安打を打った蓮沼が軟式出身なことに驚いていた。長打を期待できるが、小技も得意とするM高野球の体現者。試合最後の打席も送りバントで終わる。
龍野（たつの）
三塁手。五番打者。
彩学戦では守備面で岩槻の跳ねた打球にもたつき三塁にランナーを進めてしまい有馬に怒鳴られる。
加古川（かこがわ）
捕手。六番打者。
肩が強い。
淡路（あわじ）
二塁手。七番打者。
グラブトスでゲッツーを成立させたが、派手なプレイをしたことで有馬に叱られた。
洲本（すもと）
投手。八番打者。クイックや牽制は上手いが甲子園出場校の投手ながら明石や新谷と比べると格は落ちる。彩学の積極的なバッティングに慎重になり、中盤ではそこを突かれる。
西脇（にしわき）
遊撃手。九番打者。
伊丹（いたみ）
2年生。聖母の豊田並にバカスカ打つ打撃力があり、長田監督時代は4番を打つ。しかし長田解任後、M高野球にそぐわないことでベンチ入りを果たせず夏は応援席に。
長田（ながた）
前監督。M校を変えるため伝統の堅い野球を払拭し、出塁率を重視するなど積極果敢で冒険的な戦方を執るも、博打な戦術で結果が出ないことからOB会から春の大会準々決勝コールド負け後、僅か2年で解任される。

### 大豊高校
大分県代表。今大会が初出場。部員38名で全員スポーツ科。大分市郊外にある県立校。普通科と社会福祉科、そして4年前に新設された全県学区のスポーツ科に学区関係なく大分県中から選手が集まっている。男子160名女子400名で女子の割合が多く、応援団もほとんど女子。3年前から県大会ベスト8の常連になり初出場。
ハンマーやインコース打ち用のバットなど様々な道具で鍛えた、特に中軸は内外緩急も効かない穴のない打撃だけなら聖母学苑を凌ぐとすら云われる豪打の打線が自慢。一点でも多く取るためボールスレスレの際どい球も振ってくる。鳩ヶ谷もこれだけの打線は記憶に無いと称させるほど。守りの面でもエラーは多くなく左右の両エースを用意するなど隙のないチームだが、基本的に守備はオーソドックスで教科書通り。
大分大会は1回戦15-1、2回戦13-0、準々決勝8-4、準決勝12-6、決勝10-5。県大会総得点58、一試合平均11点以上。 初戦は岩手代表の宮古北星を17安打の11-2で突破。2回戦で彩珠学院と対戦。序盤から先制しリードを掴むも、これまでの通りと違い4番の九重が上手く機能せず、また幅を使ってファールを打たせて取るリードで連打連打の押し切りができず、8回に国東に投手交代した直後に大宮に逆転スリーランを打たれる。その後上福岡にもホームランを浴び、日高が10奪三振、最後は下位に外野まで飛ばされるも抑え5-3でゲームセット。
大友 邦光（おおとも くにみつ）
監督。監督20年目にして甲子園初出場。別府市内の高校卒業後、南西学院大で大学野球で活躍。教員資格を得て大分に戻り11年前から大豊で監督を努めている。7年前からスポーツ科が新設され3年前から県ベスト8の常連となり、今年で初優勝を果たした。
試行錯誤の末打撃強化に確信し、「守備は天性、打撃こそ努力」をモットーとしており、さまざまな打撃練習方法で選手を鍛える。自身の野球理論を語りだすと止まらなくなる。ヤマアラシのような髭を生やし、山賊のような見た目通り豪快な人物で、監督の鳩ヶ谷にも練習を見させている。円陣を組む時は反対側のベンチに聞こえるほどどんな球でも打てると声を出し気合を入れさせる。監督業に没頭するあまり妻と子には逃げられている。名前の由来は大分の大名大友氏から。
彩学戦では中盤からリードするも押せ押せの点差を作れず焦り、鳩ヶ谷のフェイントにはまり大宮の打席で投手交代した直後に逆転スリーランを与えてしまった。試合後は号泣しながら選手に謝りつつも今度は10点じゃまだ足らず、今度は15点打点を作ってまた戻って来ると誓った。
高田（たかだ）
三塁手。一番打者。右投右打。
いきなり強力な打球を飛ばし滑川と八潮をビビらせた。しかし二打席とも野手正面の打球だったため、3打席目に流れを変えるために送りバントするも失敗。
中津（なかつ）
右翼手。二番打者。左打。
一打席目はセカンドゴロに倒れ津久見に修行が足りんと言われる。次打席はセーフティを決めその次は安打を放つ。彩学戦では投手が国東がマウンドに上がり関が投手から右翼手に入る際にベンチに下がる。
津久見（つくみ）
左翼手。左投左打。三番打者。
クリーンナップの一角で、九重と並ぶチームの主力打者。地方大会打率五割、ホームラン2本。鳩ヶ谷曰く聖母でいう新発田。合わせるのが上手く、難しいコースや緩急にも上手く強振し鋭い打球を放つ。顔つきからして気の強く、自信たっぷりな性格。肩も強く本塁でランナーを刺した。
彩学戦では2安打1打点と当たり、逆転された後は九重を楽に打たせるため長打を狙うが、日高の150キロのストレートに大豊ボール球に手を出し続けたため審判のストライクゾーンが広がり見送った所で見逃し三振に倒れる。
九重（ここのえ）
一塁手。右投右打。四番打者。九重と同じくチームの主力で主砲。地方大会打率3割、ホームラン5本。鳩ヶ谷曰く聖母で言う豊田。主砲の津久見曰く自分よりもっとすごいとのこと。同じ四番打者の剛士を強く意識する。彩学戦では上手く抑えられ自分のスイングができずブレーキになってしまう。
逆転後は熱くなって入れ込みすぎてしまいボール球にも手を出し、結局チェンジアップに三球三振に倒れる。
竹田（たけだ）
二塁手。右投右打。五番打者。
彩学戦ではノーヒット1死球。
杵築（きづき）
中堅手。左投左打。六番打者。
体は細いが打撃力は高い。かつてはもっと柳のように細くバットに逆にふりされ回るほどだった。
宇佐（うさ）
遊撃手。七番打者。右投右打。
下位打線ながらも打撃力はある。大友監督によると津久見と九重が日本刀なら、杵築や宇佐は切れ味のある包丁に成長した。
佐伯（さえき）
捕手。八番打者。右投右打。
国東の調子を確かめるために初級は見てくると考えインハイに構えるが、その球を大宮に打たれ逆転スリーランを放たれる。9回裏に最後はライトフライに倒れて最後の打者になった。
関（せき）
投手。背番号10。右投右打。
大豊、右のエースでスリークォーターからスライダーと鋭く曲がるシュートボールを決め球に持つ。強気な性格。後述の国東が先発の時は関が抑えに回る。彩学戦では先発。シュートを狙われたためスライダーを増やしていくも、芯で捉え始められ、シュートも抜けてきたため大宮の打席で交代しライトに入る。
国東（くにさき）
投手。左投。
大豊、左の本格派エース。背番号1をつけているが球速はそこそこで、鳩ヶ谷曰く圧倒的に左に強いと思えないとのこと。実力は関とほぼ同格で、関が先発時は国東が抑える。彩学戦ではピンチの場面で登板。ちゃちゃっと抑えるとプレッシャーを感じていなかったが、初球を大宮に打たれ逆転スリーランを献上してしまう。その後にも上福岡にホームランを打たれた。

### 帝都大学第一高校
東東京代表。通称「帝大一高」。帝都大学の付属校。今春にも出場してる甲子園常連校で守りは堅いが、爆発的な長打力を誇る選手、いわゆる長距離打者に欠けるため攻撃は今一つ花がないと評されるものの、上位の出塁率は高く、1番から9番まで隙がない打線陣が特徴。足を絡めた作戦や、打撃妨害など、相手の嫌がる作戦もソツなくこなす。控えも作戦を実行できるなど選手層も厚い。ただこれまでベスト8以上の上位進出はないためポッポ曰く「（乱暴にいえば）強いところには弱いが、弱いところには滅法強いタイプ」。練習試合では聖母（明石もいなくメンバーはほぼ2軍）にも勝っている。
センバツにも出場し、今年はプロ注目のエース荒川を擁し難波南洋と共に優勝候補と評されており、初戦、二回戦を荒川が完投、完封で締めている。三回戦で彩学戦と対戦。先発の青山が乱調し3回で6-0となるが、そこから彩学の投手スティープをじわりじわりと攻めたて差を縮める展開となる。
上の帝都大は新関東リーグの2部の弱小チームで、控え選手の内部進学先となっている（兄が進学した木場曰く先を目指すなんて不可能）。
赤羽（あかばね）
監督。春夏あわせて6回、甲子園に出場するもいずれもベスト16が最高。そのことを総長から嫌味を言われているのが悩み（そのためか総長の嫌味の物まねをする）。愚痴っぽい独り言をよく言う。試合中も止まらず、頭の中で一人芝居をしてはよく周りに同意を求めている（主な相手は竹ノ塚）。その際に言う「なぁ？」が口癖。普段は飄々としているものの決して放任主義という訳ではなく、上手く選手の手綱を握って操縦し、試合展開をきっちり頭の中に書いている。戦法は鳩ヶ谷と似ており、奇襲を重ねたり、相手の弱点を徹底的に突く（鳩ヶ谷曰く「俺より数段性格が悪い」とも）。鳩ヶ谷の事を鳩ちゃんと呼び、相手の嫌なことをするのが常道だとよくわかっており、指導者としても優秀と表する。勝負所ではメガホンを振り回し、選手を鼓舞する。
彩学戦では荒川を休ませるために青山を先発させるものの大炎上。3回終了時に激怒し喝を入れ、大久保と赤坂以外はストローターの球をよく見て選んで塁に出るよう待球策を指示。焦らずコツコツ返すように指示した。終盤に日高は使い物にならないと踏みなりふり構わずランナーを進め、登板しいつも通りの直球を投げる日高を見て時限爆弾がある予想。残り二回は1人10球は投げさせるよう球数を稼ぐように指示する。9回裏もエースは投げれば投げるほど早く潰れるとし、待球策は続行させる指示。試合後のインタビューでは勝てた試合だったのに負けたことで落ち込み、上に行くには普通じゃだめと感じていたが、日高がいないことにで待球策で何処か駄目になったと気づき、もし最後の木場が何球音ばっておけばと思い、つい「うちの勝ちだったよなぁー！？」と記者団に叫んでいた。
試合後は六回もの甲子園本戦ベスト16止まりの責任を取らされて帝都大から強引に押し込まれ（本人曰く自分で来たとの事）、兎にも角にも甲子園終了後の秋以降、彩学野球部の監督に就任する。
荒川（あらかわ）
投手。右投右打。
3年生のエース投手。プロ注目の投手で、スリークぉから150km/hの速球と鋭いスライダーと鋭く曲がり落ちるるシンカーが武器。剛士を完璧な攻め方で三球三振に討ち取る実力者。打撃も良く甲子園では打率3割で打点3。甲子園では一回戦を4安打完封、二回戦を7安打1失点完投している。八潮からは明石以上との評。彩学戦ではベスト8戦以上への温存のため登板予定はなかったが、後半から流れを作るため投球練習を始め、8回からリリーフし彩学打線をピシャリと抑えた。解説曰くこれだけ注目されてる中で自分のピッチングが出来るのが本当のエースと評された。
青山（あおやま）
投手。左投左打。
3年の三番手控え投手。エースの荒川温存と2番手板橋の不調のため先発する。東東京大会では三回だけ投げて3安打1失点。そのため目立ってドラフトやセレクションに呼ばれるため、そして帝都大に内部進学しないために意気込んでいる。
功名心の強い性格で、落ち着きがないため監督の信頼は低い。投球中も専ら「スターになる」など目立つために調子のいいことを考えており、立ち上がりが悪いなど投球は不安定。詩織のつけたあだ名は「ニャンコ」。彩学戦では先発するも野手が球を取れない、塁からを踏んだ際間一髪セーフになるなど運に見放されることもあったが結局3回6失点で代打を出され交代。その際に帝大行きのエスカレーターに乗ったと放心状態だった。
木場（きば）
投手。背番号17。右投げ。
1年生ながら肝の据わったピッチングが持ち味。性格があまり良くなく、相手の嫌がるプレーを得意とする。ホームランを打たれた際励ました先輩に心の中で余計なお世話と言い持ち直す、エース荒川の盛り上がりを見てやっぱ1番つけなきゃだめだなと言うなど勝ち気な面もある。人目を引くような体格はなく身体能力も目を見張る所はないものの赤羽監督から「ここぞという場面に強い」と評され、投打共に期待されている。兄も野球部で、帝都大に内部進学するも早々に野球部を退部し今じゃチャラくなったとのこと。東東京大会は3回戦で5回コールドだが一応完投している。
打撃も打つときに打つと評され、彩学戦ではストローターから2点タイムリーツーベース(三塁を狙ったが大宮の好送球でアウト)を放った。4回から青山に変わりリリーフ。点差があるのと経験値を稼げる機会として落ち着いて投げ、滑川に出会い頭のソロホームランを打たれるもののその他はまとめ4回1失点。8回に荒川登板時にライトに下がった。9回2死で自身が打たれた本塁打が決勝打ということで意気込みが、日高の直球に見逃し三振し最後のバッターになった。試合後は泣きながらインタビューに応じてた。
板橋（いたばし）
荒川に次ぐ2番手投手。彩学戦で先発予定も腹痛のため欠場。
渋谷（しぶや）
一番打者。遊撃手。右投左打。3年生。
攻守を所々で見せる。最初こそスティーブの変化球に困惑したが、2打席目はしてこないと気を抜いてた3球目にスクイズを決め1点を入れる。7回裏はバンドの構えで八潮の送球を妨害し盗塁をアシストした。
笹塚（ささづか）
二番打者。右翼手。右投左打。2年生。
8回に荒川に代わり交代した。
四谷（よつや）
三番打者。中堅手。左投左打。
彩学戦では9回裏までヒットが出なかったが監督アピールして自由に打つようにし、読み合いに勝ちタイムリーを放つ。
大久保（おおくぼ）
四番打者。三塁手。右投右打。
東東京大会はホームランは一本だけだが打率 .450、打点13の溜まったランナーを確実に返す強打者。
スティーブから四球を2つ選び、9回裏は自由に打つ指示が出されたが死球をもらい結果今試合ノーヒットになり、打ちたかったと悔しそうにしていた。
赤坂（あかさか）
五番打者。二塁手。右投右打。キャプテン。
大久保と並び監督に信頼されてる実力者。他が待球の指示の中で自由に打つ指示を貰い、サウスポーのスティーブの球に上手く合わせ初ヒットタイムリー含む3安打を放った。左投手を大の得意としており、夏の対左打率は5割を超えている。そのためスティーブの球を何で打ち頃を苦労してるのかと評していた。
上野（うえの）
六番打者。一塁手。左投左打。
お山の大将ばかりのチームでレギュラーになるために毎日400球練習してきたバントが得意でプレッシャーがかかる場面でも楽に決められる。赤羽監督曰く一高史上最高の6番。彩学戦ではストローターから2安打。8回裏では散々粘った後楽々送りバントを決めた。
芝（しば）
七番打者。左翼手。右投左打。
投手に向かう気合だけは監督に認められている。打順を揃えるために途中でレフトを深川に代えられ途中交代。
中野（なかの）
八番打者。捕手。右投右打。
3回裏からのトップバッターて待球策を始め、四球から盗塁をした。
深川（ふかがわ）
控え外野手。背番号13。右投右打。3年生。
打ち込まれた青山に代わり代打出場しバントを決める。その後レフトに入り先頭の7回裏ではバントの構えから八潮のヘルメットに当て打撃妨害で出塁。
竹ノ塚（たけのつか）
背番号15。右打。3年生。
赤羽の相槌役でウスと返事をする。顔が大きい。9回に満塁の一打サヨナラのチャンスで右投げの日高に対し右打ちということで左の上野の代打で出場。打った打球はあわや代打逆転サヨナラ満塁ホームランとなりそうなポールギリギリに飛び、上福岡のファインプレーで取られるものの、犠牲フライで1点差とした。

### 興洋学園
香川県代表。甲子園こそ初出場だが野球王国の四国で野球部創立53年を数える名門私立校。この夏の大会に出場するまでは長く低迷していたが、「雑草軍団」と称される非エリートの中学生を受け入れ彼らが高校生となって成長し、かつ問題選手の受け入れと引き替えに関西地方の選手を斡旋するパイプを得て香川県で初優勝を果たす。ただし地元選手がレギュラーに一人として入っていない事から県下では「傭兵軍団」と揶揄されている。
実力は彩学と互角とのこと。レギュラーも控えも琴平とタローと高松以外は関西弁で話す。彩学とは逆の無勝手流と評されており、監督の指示を聞かず雑なプレイングながらも個々の高い能力で勝ち上がってきた。
今大会、1回戦で栃木の足利実業、2回戦で和歌山の英知院和歌山、そして3回戦の優勝候補の津軽明星を延長13回、サヨナラで1-0で下して初出場でベスト8に進出した。
琴平（ことひら）
監督。過去には屋島実業の小柄な四番サードとして22年前に甲子園の土を踏むも、後にプロで活躍した投手である宮島にノーヒットノーランを許した最後の打者となる。最後のストライクを見逃し悔しさの余りバッターボックスにて泣き崩れ黒土を叩く姿が、NHK等テレビでも毎年甲子園の名場面として繰り返し放映され、学校や部員から陰口を叩かれたり嘲笑されたりするきっかけになってしまった。大学でも社会人でも野球を続けドラフト候補に挙がった事もあったが、現在は興洋学園で監督として指揮を執り22年前の捲土重来を期する。
コンプレックスの塊で、他チームの監督などの言動を悪意あるものに解釈しがちである。また選手からは監督としてあまり敬われているわけではなく、指示に従わず今一つ野球に本腰を入れない選手達に内心、燻ったわだかまりを抱いている。選手達も選手達で監督の琴平よりキャプテン高松の指示によく耳を傾ける。
彩学戦では待球策を指示するが独自の考えという訳ではなく、ベスト16戦の対戦相手、帝大一高の監督、赤羽が待球策を積極的に採用した点から日高に不安有りとドミノ式に推察して踏襲。赤羽のように当初、待球策に確証があった訳ではなかったがその後、試合の展開から待球策に突破口ありと確信する。
佐野（さの）
投手。大阪一の問題児といわれた素行不良の投手。どの高校からも受け入れを断られ一年を棒に振った末、他の選手と抱き合わせで興洋学園に入学する。結果、年齢は当年で満18歳ながら学年は一つ下の二年生で在籍している。打順は六番。詩織から付けられた渾名は「ギロ目野郎」。
とにかくやんちゃで勝ち気でなおかつ短気な性格（周りからはドSとも）。サウスポーで球速は130km/h台後半。持ち球はスライダーにスローカーブ、チェンジアップ。突出した能力こそないものの1球ずつ打者に合わせてリリースのタイミングを変えるなど、投球術や駆け引きに優れている。その駆け引きは打撃にも生かされている。
初戦こそコツコツ当てる足利実業打線に被安打8、失点3、2回戦の英知院和歌山に被安打6、失点2とまずまずだったものの、津軽明星戦では足を上げてタイミングを取るスイングをする明星打線をタイミングをずらして抑え、岸和田の揺さぶりを物ともせず、岸和田のリードを逆読みしてサヨナラ打を放ち、完封勝利を果たした。
津軽明星を破ってからというもの、代わる代わる行われるマスメディアの持ち上げに辟易している。
在学年が実年齢より一つ下なのは、中学生時代に進学予定の甲子園出場高校（豊臣学館）で練習試合に特別出場中、満塁策の指示に逆らって先輩の野手に頭突きをし、これを問題視され辛辣な言葉をかけられた野球部部長を殴りつけ、進学辞退の上で別の高校を紹介しようと提案した校長まで殴りつけるという不祥事を起こし、進学先が宙に浮い高校にはいらずブラブラ遊んでいたからである。
この過去からも判る通り一度、挑発されたりして頭に血が上ると視野狭窄に陥る癖もあり、ムラがある選手ともいえる。去年はキレたせいで夏大会は早々敗退した。また、バッターとの勝負に拘りを見せるあまり走者の揺さぶりに動揺しやすい所もある。
河内（かわち）
捕手。四番を打つ打撃センスに溢れた恰幅の良い選手。しかし忍耐に欠け東北の強豪校から僅か三日で送り返されてきた所を、シニアの監督経由で興洋学園に入学する。興洋学園の選手のパイプはこのシニアの監督から起因している模様。基本的にリードは佐野に信用されていない。
打率は4割でホームランも一本打っている。太めのあんこ型体格だが動きは機敏で肩もすこぶる強い。
タロー・フェルナンデス
中堅手。2年生。右投左打。
俊足堅守好打の三拍子揃った三番打者。地元のオートバイ部品工場で働く日系ブラジル人の息子。周囲の友人が全員、サッカーに興味を引かれる中で何故か本人だけ野球にのめり込む。非常に陽気な性格でマイペース。素直な性格なのだが自分の気分を優先して指示を守らないこともしばしばで、加えてこのところ佐野に影響されてきたと別の意味で琴平監督を悩ませている。優れた身体能力を持ち11打数6安打の甲子園成績。守備でも度々ファインプレーを見せ、肩も良い。サイガク戦ではセンターの深い位置で捕球したフライを中継無しで一塁に送球しダブルプレーにした。またそのまま見送ればホームランであった打球をフェンスに乗り上げ捕球するなど、抜群の運動神経を誇る。特に剛士の長打三本を全てアウトにしている点から、長打に対する守備力は極めて高い。しかし、九回裏ワンナウトで飛び出した日高の長打は取れず。
体が柔らかく柔術も得意。監督の指示に従わなくても結果が出れば口癖の「問題ないっしょ」で済ませる自由人で、フェルナンデスの話では彼以上のスラッガーで興洋学園に進学を希望している双子の弟（ジローとサブロー）がいるとの事だが、恐らくその自由度も彼と同等かそれ以上だろうと今から監督の琴平を悩ませている。
倉敷（くらしき）
三塁手。一番バッター。
福知山（ふくちやま）
右翼手。二番バッター。九回裏の守備でフェルナンデスが捕球し損なったプレイのカバーに入ったが、送球が乱れショートバウンドしたボールを中継の備前が逸らしてしまう。
摂津（せっつ）
遊撃手。五番バッター。打撃では100%決めろと言われたが満塁のチャンスで凡退してしまい佐野に野次られつい言い返してしまうが、次の打席ではつまりながらもレフト前に落とし同点とし、今度は100%やと叫んだ。正面で捕らない派手な守備が得意で彩学戦で二度のファインプレーを見せるが、最終回の守備で勝ちを焦り慣れない慎重なプレーをした結果が徒となり失策、送球も暴投してしまう。加えて上福岡の打球を処理しきれず弾き、野選で彩学二塁ランナーの入間を三塁に進めてしまったことにより、守備のほつれが起きた。その結果、チームの逆転サヨナラ負けにつながってしまう。
尼崎（あまがさき）
一塁手。七番バッター。
江田島（えたじま）
左翼手。八番バッター。
備前（びぜん）
二塁手。九番バッター。
九回裏の守備で福知山のショーバンの送球を出るか待つかで迷い送球を弾いてしまう。
高松（たかまつ）
背番号18。キャプテンながらベンチで伝令として監督と選手の意思疎通役として勤しむ。非常に真面目な性格で琴平からも「少しは高松を見習え」と自らの選手像の鑑として扱われている。控えに甘んじているが野球に関する洞察も観察力も鋭く、琴平の良き理解者として監督の指示に従わない選手達を統率する。

### 難波南洋高校
大阪府代表。関西からのスカウトが多い。甲子園常連だが今年は特に強いと専ら評判で、ベスト4まで勝ち進んできた戦績は2失点28安打23得点でチーム打率は4割（準々決勝で藤村、一年生投手で各1失点）。特にエースの藤村はドラフト1位指名確実と評判が高く、控え投手の二年生、時田も時速150km/hに近い剛速球を投げる抜群の投手陣を誇る。打線も切れ目無く長打を放つ選手に事欠かない、文字通り完全無欠のチームである。
二回戦、三回戦を完封。準々決勝は東亜航空相手に11-2で圧勝。準決勝では彩珠学院を6-4で下し決勝進出。決勝では愛知代表の金鯱高校に藤村が投げないで8回まで11-0の大差をつけて甲子園大会を優勝した。
選手名は男どアホウ甲子園の南波高校ナインから。学校のモデルは大阪桐蔭高校である。
和泉（いずみ）
難波南洋高校野球部監督。眼鏡をかけた柔和な顔付きで初対面の相手にも好奇心を持った事にはとことん気さくに追求してくる、フレンドリーかつ追究的な性格をしており、初めての顔合わせである鳩ヶ谷の甲子園采配を絶賛した。基本的には選手の自主性に任せた試合の流れを作るが、前日に翌日の対戦相手の資料を集計して配るなど、データ面での補強も見逃さない、隙のない監督である。鳩ヶ谷は彼をして「自分の要求に完璧に応えるチームを作る桐生さんとはある意味、正反対」と称した。
監督就任一年目で甲子園まで彩学を導いた鳩ヶ谷の手腕をコーチやってくれないかなと高く評価しており、日高に考えの良い八潮も「知ってたら取った」と選手として絶賛する屈託無い性格の持ち主。名前の由来は大阪府の旧国名、和泉から。
神島（かみしま）
遊撃手。一番バッター。試合開始のサイレンが終わる間もなく彩学の投手、日高の初球をバックスクリーンに放り込み先頭打者ホームランをはなった。。名前の由来は空手の達人の美男子で、攻守でその能力を生かす遊撃手、神島竜矢。
結城（ゆうき）
二塁手。二番バッター。実力は他のレギュラー選手と遜色ないのだが、甲子園本戦準決勝では三振したりバントが川口に偶然キャッチされたりゲッツーになってしまったりと何故か打球に運が無く、チームのブレーキとなってしまっている。守備の要ではあったが、凡退続きで八回の攻撃では遂に選手交代となった。決勝では不調から戻りタイムリーを放った。詩織が付けたあだ名は「ダメダメ君」。名前の由来はメガネを掛けた知性派の二塁手、結城翼。
大熊（おおくま）
三塁手。三番バッター。甲子園での打率が六割近くに達するアベレージヒッター。来た球を反応だけでヒットに持ってく安打技術の持ち主。
名前の由来は巨漢の三塁手、大熊牛吉。
丹波（たんば）
一塁手。四番バッター。左投左打。
通算ホームラン数64本のスラッガー。長打狙いの裏をかいて軽打にすると読みも鋭く、解説から高校生にはできない判断と評されている。打順は3年間ずっと大熊と並んでいる。名前の由来は元極道で隻腕隻眼だが高い実力を持つ一塁手、丹波左文字。
藤村（ふじむら）
投手。五番バッター。プロ野球からドラフト1位指名確実とされる超高校生級ピッチャー。150km/h越える直球に140キロ台のスライダーなど、多才な変化球を持つ。寡黙だがストレートの奪三振にこだわり首をふるなどかなり勝ち気。甲子園では初戦のニ回戦を3安打完封。準々決勝の東亜航空戦では1失点で途中交代。
彩学との対戦である甲子園本戦準決勝戦ではスターティングメンバーとして投手ではなく右翼手で出場。三回表、彩学の攻撃で登板していたピッチャーの時田が負傷降板してから、無調整でマウンドに上がる。その際日高と大宮に連打され2失点するもののその後はいつものペースに戻り彩学打線を圧倒。
打者としても非凡で甲子園本戦準々決勝の彩学戦では八回表、日高の渾身のストレートをライトスタンドの放り込んだが、自らが大量リードのホームランを放った為に自分で試合を決めようと若干の視野狭窄に陥り、九回裏の彩学の攻撃にはそこを突かれ4点差を2点差にまで追い詰められなお、ワンナウト一塁三塁のピンチを迎える。
決勝ではライトで先発し、9回に締めるため投球練習をしていた。
ドラフトでは阪神に1位指名された。
モデルは阪神タイガースの藤浪晋太郎。名前の由来は男どアホウ甲子園の主人公で160キロのストレートを投げ、投打で活躍する南波高校のエース、藤村甲子園。
知覧（ちらん）
中堅手。六番バッター。
センターだが内野手と遜色無い高い守備力を持ち、バントシフトの際は二遊が前に出た際セカンドのカバーに入った。名前の由来は死球を恐れない特攻精神の持ち主の中堅手、知覧太郎。
千曲（ちくま）
左翼手。七番バッター。
名前の由来は美少女で男性と間違われて入部した左翼手、千曲ちあき。
岩風（いわかぜ）
捕手。八番バッター。キャッチャーとしてはあくまで藤村が気分良く投げたいように配球を組み立てる。打撃力は低い方。名前の由来は捕手で藤村の恋女房、岩風五郎。
時田（ときた）
投手。九番バッター。二年生の控え投手で、他校でならエースナンバー確実という逸材。直球が148Km/hをマークし大阪大会では二試合投げて被安打4の自責点0。甲子園本戦でも三回戦に登板した試合で一安打完封している。打撃は気を使わないタイプなので打力は低い。彩学戦では三回裏、左の脚に岩槻の打球が直撃し爪が割れ、負傷降板してしまう。
名前の由来はアメリカ人とのハーフで、高い能力を持つ投手、ジャック時田。
松葉（まつば）
右翼手。2年生。彩学との対戦である甲子園本戦準決勝戦では控え投手の時田が登板し、背番号1番を付けた藤村が右翼手に入った為、スタメンからは外れる。時田の負傷退場と同時にライトへと出場。かなり打っており、準々決勝の東亜航空戦では2本のタイムリーを放っている。
名前の由来は最初はいやいやだったが、徐々に野球にのめり込んでいく右翼手、松葉月夫。
松下（まつした）
投手。背番号11。右投げ。
準決勝では早くから準備をしており、監督は負傷した時田に代わり登板させようとしたが流れを引き寄せるために藤村がリリーフしたため登板せず。決勝は時田がケガをしたので恐らく登板し投げた。
名前の由来は他校からスカウトされ、目立つことはないがセンスがピカ一の一塁手、松下講平。
大山（おおやま）
甲子園本戦準決勝、打撃が絶不調な二塁手、結城のピンチヒッターとして、八回表から出場。しかし九回裏では遊撃手の逸れた球のカバーが遅れゲッツーを取れる所がオールセーフにしてしまう。名前の由来は松下と同じようにスカウトされた二塁手、大山風太郎。

### その他
蕨 耕一（わらび こういち）
高校野球記事を書くフリーライター。あだ名は「わらぴょん」。
かなりの太目でいつも何かを食べてはいるが、フットワークの良いフリーライター。新星のように現れた鳩ヶ谷について興味を持ち、彩珠学院野球部に出入りする。役に立つことをすれば、鳩ヶ谷の過去について独占取材できるとの約束に基づいて、練習試合の対戦相手など様々な便宜を図る。その甲斐あって、鳩ヶ谷と桃谷の過去に触れることに。
夏の甲子園本戦が終了し鳩ヶ谷が監督から勇退した折には、共にブラジルへと渡海している。
名前の由来は蕨市から。
比企 夏子（ひき なつこ）
銀河スポーツ営業。通称は「なっちゃん」。
野球部に出入りするスポーツ用品メーカーの営業担当。黒縁眼鏡と巨乳が特徴的。部員の個性にあった用具を調達するなどで、部員の受けは良い。鳩ヶ谷の指導法や生き方にただならぬ興味を抱いている。ただし、営業職という性格上、他校の野球部にも当然ながら出入りしており、当初美里に他校のスパイであると疑われていた。
名前の由来は比企群から。
鶴ヶ島（つるがしま）
埼玉県高校野球連盟事務局審判部顧問。
かつて鳩ヶ谷が殴った主審。「高校野球は教育の一環であり、勝負よりも正々堂々さ、ひたむきさを追求すべき」という思想の持ち主。そのため技巧に凝ったプレーや、野球留学で他県から優秀な生徒を集めたりする風潮を嫌悪している。普段から潔癖なうるさ型であり、事務局員からは厄介者扱いされている。
当初は過去に鳩ヶ谷に殴られたことを根に持っていると思われたが、実際は鳩ヶ谷に殴られる原因となった自分の失言を悔いていた模様。判定に対する鳩ヶ谷の抗議も、勝負に対して真剣だったためと認めている。
瑞雲高校野球部員だった頃に隠し球を拒否したため、先輩の大利根にショートのレギュラーからはずされ三年間殆ど使われなかった。
名前の由来は鶴ヶ島市から。
スタントン
米軍の軍曹。米軍チームの監督。日本語ペラペラ。顔が大宮そっくり。
久保 マサル（くぼ まさる）
鳩ヶ谷の元後輩。
桃谷 十三（ももたに じゅうぞう）
鳩ヶ谷の師匠。高校野球賭博のためのハンデキャップを設定するハンデ師で、過去のあらゆる対戦を網羅したデータと、独自の分析力を元に、正確なハンデをはじき出す。鳩ヶ谷に天性の才能を見出し、「捕手三箇条」をはじめ、さまざまな野球のノウハウを教える。しかし、鳩ヶ谷がヤクザとの間に起こした不祥事により指を詰め、以後は居酒屋で生計を立てている。
関西においてデータに頼るなぞ姑息だといわれる時代から先駆けてデータ野球を採用した先見のある人物であり、その先にPL学園の甲子園初優勝を契機とした現代の高校野球のデータ化があると鳩ヶ谷は確信している。
名前の由来は大阪府桃谷から。
児島（こじま）
剛士の実の父親。息子とは違い小柄な人物で、卑屈な性格。借金に苦しめられており、同時にギャンブルにも手を出している。剛士を彩学入学する際に、彩学側（鳩ヶ谷と嵐山）に金銭を要求するなど、父親としてあるまじき言動を取る。元々は家族思いだったが、2度の不渡りに借金を抱えて現在の性格になってしまった。剛士に野球を教えたのは彼であり、卑屈になった今でも、心の奥では気にかけている。
嵐山（あらしやま）
嵐山工務店社長。
鳩ヶ谷と同世代の高校野球経験者。 岡山商学館退学後に大宮剛士（児島）が働いていた工務店の社長。父親の借金のせいで学校を退学して働く事になった剛士を気にかけており、何とか高校野球の世界に戻してやりたいと思っている。沖縄合宿の食費を稼がす為に彩学野球部員達をバイトに雇ったりと非常に面倒見の良い人物。
名前の由来は嵐山町から。
タイコーファイナンスの社員
大阪の金融会社の社員だが、その実態は暴力団太閤会のフロント企業の組員。かつてバブル崩壊で破産しかけたとき桃谷のハンデのお陰で立ち直ることができ桃谷が騒動で指を詰めたあとも、依頼を受けるなど繋がりがある。
二本松 高史（にほんまつ たかし）
湊川戦、大豊戦の解説。姫路製鉄の元監督。
有馬のやり方を古いと評しており彩学を押した解説をしたことで地元の人間から顰蹙を買った。
平本 一圭（ひらもと いっけい）
帝大一戦の解説。元西邦高校で「ゾウさん」の異名で甲子園をわかせた投手。
「私も経験がありますが」が口癖だが、台詞が長いため全体が書かれなかったり、言ったことと違う展開になったりする。
名前の由来は東邦高校で「バンビ」の異名を持った投手、坂本佳一。
水戸 光夫（みと みつお)
興洋戦の解説。茨城・常磐学院の元監督。45年の監督経歴があり、出場12回、優勝3回という輝かしい成績を残した。本人曰く選手に恵まれただけとの評。カッカッカという笑い方が特徴。勝負のあれこれを理解しており、佐野の性格の悪さも理解していた。
元ネタは常総学院の監督を努め、2回の優勝経験もある木内幸男。名前の由来は水戸市から。また、笑い方などは東野英治郎が水戸黄門およびその劇場版で演じる同地の名士、徳川光圀を元ネタとしている。
池畑（いけはた）
難波南洋戦の解説。甲子園の解説で経歴は不明だが観察力があり的確な解説をする。
名前の由来は難波南洋の選手名の元ネタの男どアホウ甲子園の主人公藤村のライバル、池畑三四郎から。

## ラジオ実況放送
2010年12月23日13時から15時30分に、ニッポン放送の特別番組として、県大会決勝戦の彩珠学院対聖母学苑戦をラジオの野球実況中継として再現した番組が放送された。実況をニッポン放送の煙山光紀アナウンサー、解説を渡部建（アンジャッシュ）が務めた。この企画を発案したのはマンガ大賞の発起人も務める吉田尚記アナウンサーによるものだった。またこの放送は、第48回ギャラクシー賞のラジオ部門で優秀賞に選ばれた。この実況放送の模様は第29巻の初回限定バージョンにCD2枚組で収録されている。

## 単行本
1. 2004年4月30日 ISBN 978-4-09-187281-4
2. 2004年7月30日 ISBN 978-4-09-187282-1
3. 2004年10月29日 ISBN 978-4-09-187283-8
4. 2005年1月28日 ISBN 978-4-09-187284-5
5. 2005年4月26日 ISBN 978-4-09-187285-2
6. 2005年7月29日 ISBN 978-4-09-187286-9
7. 2005年10月28日 ISBN 978-4-09-187287-6
8. 2006年1月30日 ISBN 978-4-09-180147-0
9. 2006年3月30日 ISBN 978-4-09-180249-1
10. 2006年7月28日 ISBN 978-4-09-180568-3
11. 2006年10月30日 ISBN 978-4-09-180785-4
12. 2007年1月30日 ISBN 978-4-09-181057-1
13. 2007年3月30日 ISBN 978-4-09-181166-0
14. 2007年7月30日 ISBN 978-4-09-181337-4
15. 2007年10月30日 ISBN 978-4-09-181507-1
16. 2008年1月30日 ISBN 978-4-09-181708-2
17. 2008年3月28日 ISBN 978-4-09-181777-8
18. 2008年7月30日 ISBN 978-4-09-182096-9
19. 2008年9月30日 ISBN 978-4-09-182148-5
20. 2008年12月26日 ISBN 978-4-09-182257-4
21. 2009年3月30日 ISBN 978-4-09-182407-3
22. 2009年7月30日 ISBN 978-4-09-182566-7
23. 2009年10月30日 ISBN 978-4-09-182739-5
24. 2010年1月29日 ISBN 978-4-09-182888-0
25. 2010年3月30日 ISBN 978-4-09-183074-6
26. 2010年7月30日 ISBN 978-4-09-183278-8
27. 2010年10月29日 ISBN 978-4-09-183486-7
28. 2011年1月28日 ISBN 978-4-09-183616-8
29. 2011年3月30日 ISBN 978-4-09-183698-4
30. 2011年7月29日 ISBN 978-4-09-183890-2
31. 2011年10月28日 ISBN 978-4-09-184118-6
32. 2012年1月30日 ISBN 978-4-09-184245-9
33. 2012年3月30日 ISBN 978-4-09-184428-6
34. 2012年7月30日 ISBN 978-4-09-184605-1
35. 2012年10月30日 ISBN 978-4-09-184727-0
36. 2013年1月30日 ISBN 978-4-09-184855-0
37. 2013年3月29日 ISBN 978-4-09-185038-6
38. 2013年6月28日 ISBN 978-4-09-185324-0
39. 2013年7月30日 ISBN 978-4-09-185343-1
40. 2013年10月30日 ISBN 978-4-09-185573-2
41. 2014年1月30日 ISBN 978-4-09-185840-5
42. 2014年3月29日 ISBN 978-4-09-186138-2
43. 2014年5月30日 ISBN 978-4-09-186180-1
44. 2014年6月30日 ISBN 978-4-09-186230-3